# Warszawska Kolej Dojazdowa
Warszawska Kolej Dojazdowa (WKD) – spółka zarządzająca wydzielonym systemem kolei miejskiej. Wykonuje przewozy pasażerskie na linii kolei normalnotorowej na odcinku Warszawa Śródmieście WKD – Podkowa Leśna Główna – Grodzisk Mazowiecki Radońska (linia 47) z odgałęzieniem Podkowa Leśna Główna – Milanówek Grudów (linia 48). Jest to najstarszy działający obecnie w Polsce tego typu system transportu publicznego.
11 grudnia 1927 r. uruchomiona została pierwsza w Polsce normalnotorowa kolej elektryczna pod nazwą Elektryczne Koleje Dojazdowe (EKD). W 1951 nastąpiły przejęcie linii EKD przez Dyrekcję Okręgową Kolei Państwowych w Warszawie i zmiana nazwy na Warszawską Kolej Dojazdową. W latach 2000–2008 przedsiębiorstwo funkcjonowało jako PKP Warszawska Kolej Dojazdowa.

## Historia

### Geneza i początki działalności (1918–1939)

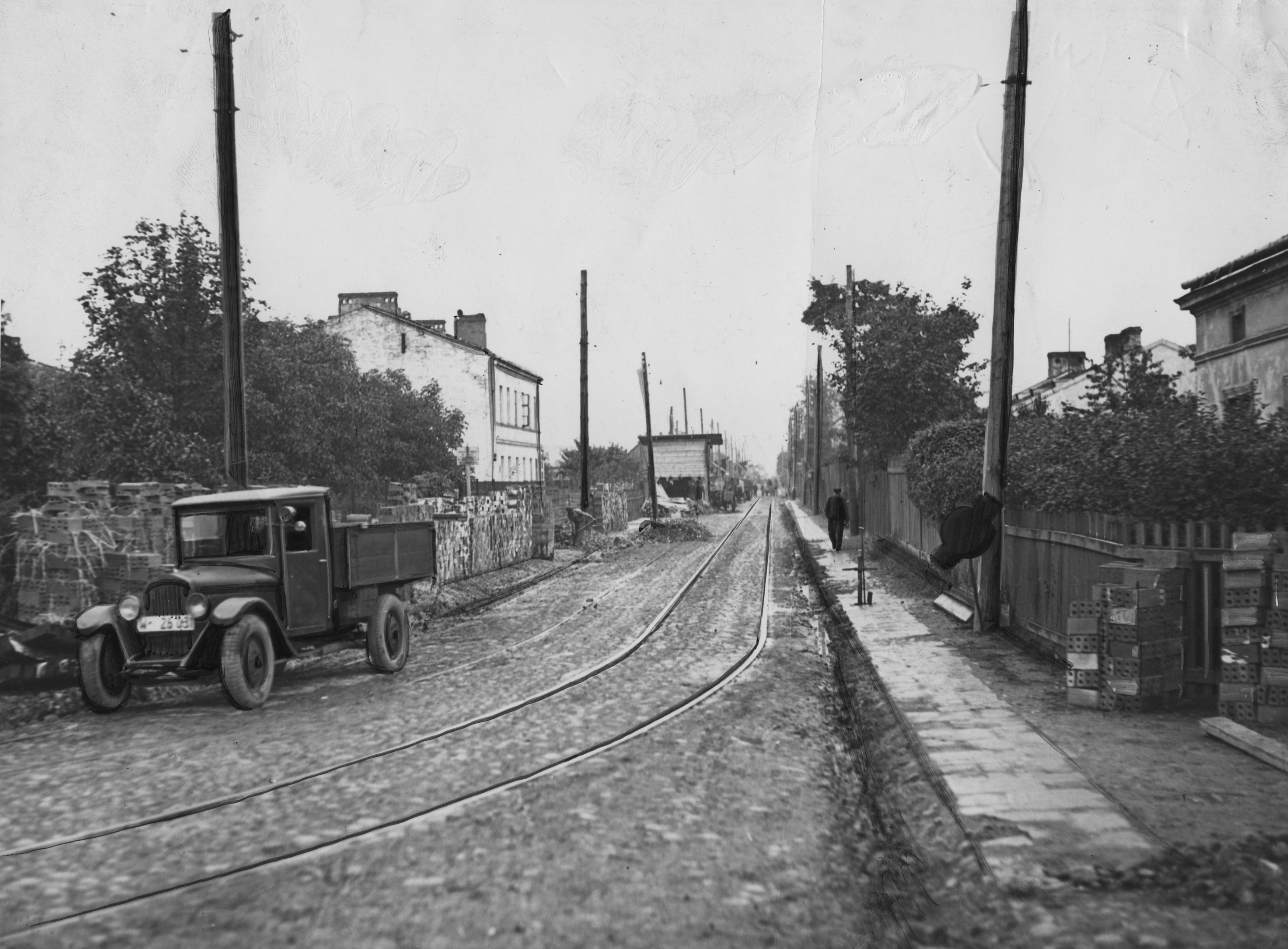
Tory EKD na ul. Szczęśliwickej w Warszawie w 1935 r.

W założeniach dzisiejsza WKD miała być częścią systemu kolei podmiejskich, którego budowę planowano przed I wojną światową z uwagi na wyższe, niż w innych miastach europejskich, zagęszczenie ludności. Po uruchomieniu w roku 1908 tramwajów elektrycznych w Warszawie wśród właścicieli kolejek wąskotorowych o napędzie parowym, które obsługiwały miasto, powstał pomysł wykorzystania trakcji elektrycznej w nowym systemie kolejek podmiejskich, składającym się z siedmiu linii, w tym jednej prowadzącej przez Raszyn do Grodziska Mazowieckiego. Z uwagi na problemy administracyjne pomysł ten nie doszedł do skutku.
5 grudnia 1918 roku powstała spółka Siła i Światło z wiodącym angielskim kapitałem, która początkowo zajęła się elektryfikacją kraju. Zakupiona przez spółkę elektrownia w Pruszkowie zaopatrywała kolejkę w energię od jej uruchomienia do zniszczenia podczas wojny. W 1922 przedsiębiorstwo powołało spółkę pod nazwą Elektryczne Koleje Dojazdowe, której pierwszym prezesem został Tadeusz Sułowski.
W latach 1925–1927, dzięki wsparciu kapitału angielskiego, wybudowana została zarządzana przez spółkę linia z Warszawy do Grodziska Mazowieckiego na podstawie koncesji na odcinek z Warszawy do Żyrardowa wydanej dla łódzkich przemysłowców, którzy – zainteresowani projektem – zrzekli się jej na rzecz EKD. Stacja końcowa w Warszawie znajdowała się przy ul. Nowogrodzkiej, między ulicami Poznańską i Marszałkowską.
Była to pierwsza w Polsce normalnotorowa i zelektryfikowana (o napięciu 650 V) linia kolejowa. Na odcinku między Podkową Leśną a Grodziskiem Mazowieckim ma tylko jeden tor – pomimo rezerwacji miejsca na drugi, jego budowa nie doszła do skutku. Na odcinku od granic Warszawy do Podkowy Leśnej zamontowano nowoczesną sygnalizację automatyczną, nie stosowaną dotychczas na polskiej kolei.
Inauguracja przewozów miała miejsce 11 grudnia 1927, a pierwszy rozkład składał się z sześciu kursów dziennie. W roku 1929 miała zostać dobudowana odnoga kolejki do Nadarzyna, łącząca Komorów pod Pruszkowem z Nadarzynem – miała ona biec wzdłuż obecnej ul. Nadarzyńskiej i Spacerowej w Komorowie. W latach 1932 i 1936 linia została dodatkowo rozbudowana o odnogi do Włoch i Milanówka. W 1939 pociągi przewiozły ponad 4 mln pasażerów. Pod koniec lat 30. rozpoczęto budowę odnogi z Komorowa do Mszczonowa. Wykupiono teren pod przebieg linii i wykonano (rozebrane w 2016 roku podczas modernizacji trasy S8) nasypy i wykopy w miejscowościach Kostowiec, Józefina oraz (zachowane) we wsiach Przeszkoda, Radziejowice i Radziejowice-Parcel. Wykonano także, zachowane do dziś, żelbetowe wiązary wiaduktu nad rzeczką Mrowna we wsi Przeszkoda, żelbetowy przepust na rzeczce Wężyk, oraz żelbetowy, o ciekawej formie, wiadukt na rzece Pisia Gągolina w Radziejowicach. Kontynuację budowy przerwał wybuch II wojny światowej.

### Okres wojny i odbudowy po niej (1939–1947)
Działania wojenne we wrześniu 1939 spowodowały zniszczenia infrastruktury i taboru EKD – wagonów używano m.in. do budowy barykad w Warszawie. Pracownicy przedsiębiorstwa pomagali w budowaniu barykad oraz bronili stolicy. Organizowano komórki ruchu oporu, które prowadziły przerzut broni, wywiad i kontrwywiad. Dzięki ich działaniom również w listopadzie 1939 przywrócono ruch EKD na odcinku warszawskim.
W czasie okupacji przymusowo wyznaczony został zarządca z kolei niemieckich, ale kierownictwo wykonawcze pozostało w rękach polskich, co pozwoliło m.in. na zatrudnianie ukrywających się osób. Personel EKD liczył wówczas trzy razy więcej osób niż wynikało to z zapotrzebowania, a umundurowanie kolejarskie chroniło przed zatrzymaniami i wywozem. Pracownicy chronili ponadto pasażerów ostrzegając ich przed rewizjami bądź łapankami w pociągach.
Na przełomie lat 1940 i 1941 rozpoczęto rozbudowę zaplecza technicznego, a w 1942 powołany został nowy okupacyjny zarządca kolei dojazdowych w Warszawie, który zaczął wprowadzać usprawnienia typowe dla niemieckiego systemu gospodarowania. 1 sierpnia 1944, przed rozpoczęciem powstania warszawskiego, EKD przerwały łączność ze stolicą ograniczając przewozy tylko do odcinka z Grodziska do Podkowy Leśnej. Podczas akcji masowego wywożenia mieszkańców Warszawy pociągami EKD ewakuowano do obozu przejściowego w Pruszkowie sporą grupę osób.
Pod koniec 1944 Niemcy rozpoczęli niszczenie mienia EKD. Dzięki sabotażowi pracowników przedsiębiorstwa majątek został wywieziony tylko w niewielkiej części. Ze względu na szybki odwrót wojsk nie zniszczono całej linii. Dzień przed wyzwoleniem Warszawy EKD całkowicie wstrzymały ruch pociągów z uwagi na wysadzenie przez Niemców elektrowni w Pruszkowie.
W 1944 Polski Komitet Wyzwolenia Narodowego określił, że wszystkie koleje użytku publicznego będące własnością prywatną zostaną przejęte przez państwo. Pod koniec stycznia 1945 Ministerstwo Komunikacji powołało Tymczasowy Zarząd Państwowy, w którego skład weszli przedstawiciele EKD.
Ze względu na brak energii elektrycznej do zasilania sieci EKD, przewoźnik otrzymał 3 parowozy. 14 lutego 1945 roku dzięki nim wznowiono ruch z Grodziska do Opaczy, natomiast do centrum Warszawy przewozy realizowano furmankami. Od 15 kwietnia 1945 kolej znajdowała się pod przymusowym zarządem państwowym sprawowanym przez Ministerstwo Komunikacji. 19 maja 1945 przywrócono regularny ruch pociągów EKD na całej trasie z wykorzystaniem trakcji elektrycznej. Był to pierwszy po wojnie środek transportu publicznego w Warszawie.
Dyrekcja EKD, by sprostać rosnącym po wojnie potrzebom przewozowym, w 1946 roku wypożyczyła od MZK Warszawa 6 tramwajów typu K oraz kolejne 3 tramwaje ze Szczecina. W 1947 w zakładach Konstal zamówiono 12 wagonów doczepnych, które zostały wykonane według dokumentacji angielskiej i nie odbiegały od dotychczas eksploatowanego taboru.

### Okres przedsiębiorstwa państwowego (1947–2000)

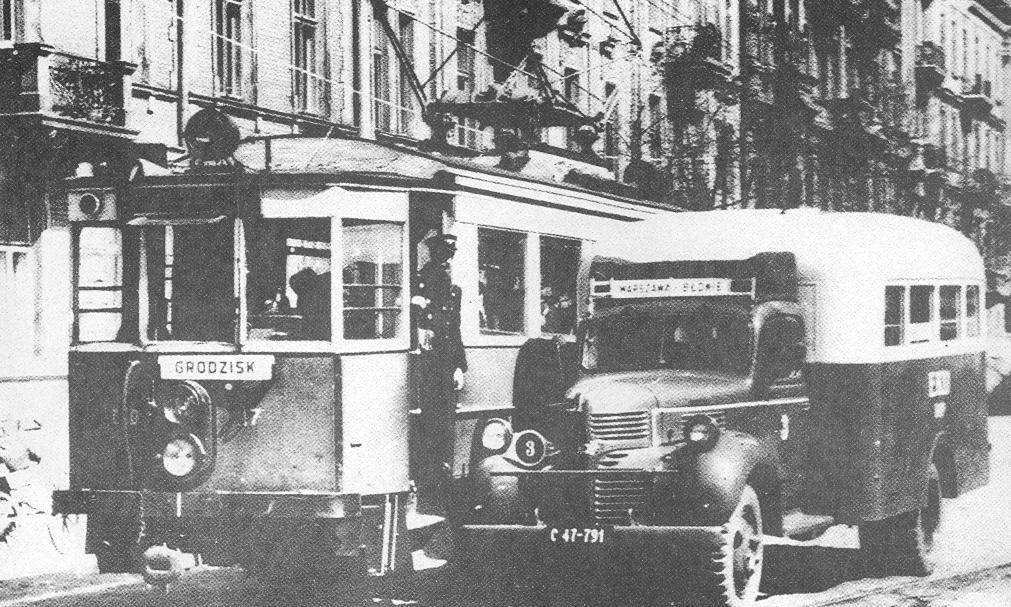
Wagon EKD 17 i autobus EKD nr 3 na ulicach powojennej Warszawy

Między 30 marca 1946 a połową 1948 celem lepszego dojazdu pasażerów do linii WKD istniały linie autobusowe między innymi do Sochaczewa i Mszczonowa.
6 października 1947 Elektryczne Koleje Dojazdowe zostały upaństwowione. Linia została przejęta przez PKP. Wkrótce część kolejowa spółki została włączona do Dyrekcji Warszawskich Kolei Dojazdowych, która zarządzała kolejami wąskotorowymi, zaś część autobusowa stała się własnością PKS. 15 kwietnia 1951 linię oddzielono od kolei wąskotorowych i podporządkowano ją Dyrekcji Okręgowej Kolei Państwowych w Warszawie. Równocześnie nazwa przedsiębiorstwa została zmieniona na Warszawska Kolej Dojazdowa. W 1966 r. zlikwidowano odcinek miejski w Grodzisku Mazowieckim, w 1971 odcinek do Włoch, a w 1972 skrócono linię w Milanówku. W 1975 zmieniono trasę z dotychczasowej (Nowogrodzka – Tarczyńska – Niemcewicza – Szczęśliwicka – Drawska) na trasę wzdłuż linii średnicowej. Tym samym zlikwidowano stacje Warszawa Chałubińskiego, Warszawa Plac Zawiszy, Warszawa Grójecka, Warszawa Zachodnia WKD (przesunięcie), Warszawa Szczęśliwicka, Warszawa Opaczewska i Warszawa Szczęśliwice oraz otwarto stacje Warszawa Śródmieście WKD, Warszawa Ochota WKD i Warszawa Aleje Jerozolimskie. Wszystkie zmiany spowodowane były zwiększeniem się natężenia ruchu kołowego.
Na przełomie lat 60. i 70. dokonano wielu remontów na linii WKD – przebudowano perony, zmodernizowano torowisko i zbudowano nowe podstacje trakcyjne. Te wszystkie zmiany miały na celu przygotowanie linii na nowe składy typu 101N, które docierały do Grodziska między 1969 a 1972 i mogły zabierać ponad dwa razy więcej pasażerów od składów EN80.
1 lutego 1989 WKD zrezygnowała z obsługi konduktorskiej pociągów na linii, co w parze z niską dbałością o kontrolę biletów spowodowało wyraźny spadek przychodów z tytułu opłat za przejazdy.
W połowie lat 90. XX w. PKP postanowiły wyodrębnić WKD ze swoich struktur i 1 lutego 1994 utworzony został Zakład Eksploatacji Linii WKD w Grodzisku Mazowieckim. W tym czasie dokonano restrukturyzacji zatrudnienia.

### Okres spółki (od 2000)
8 września 2000 na mocy ustawy zdecydowano o komercjalizacji, restrukturyzacji i prywatyzacji PKP, których zarząd 16 listopada zdecydował o przekształceniu WKD w spółkę-córkę zależną PKP. 22 grudnia 2000 została utworzona spółka z ograniczoną odpowiedzialnością o nazwie PKP Warszawska Kolej Dojazdowa z własnym zarządem i budżetem, która rozpoczęła działalność 1 lipca 2001. 1 lutego 2002 wprowadzono istniejący do dziś podział na strefy biletowe.
W 2004 r., chcąc wzmocnić pozycję samorządów w prowadzonych negocjacjach dotyczących przejęcia WKD od PKP przez podmiot zewnętrzny Urząd Marszałkowski Województwa Mazowieckiego przekazał kolejce skład serii EN95.
27 września 2007 udziały spółki WKD zostały podzielone między samorząd województwa mazowieckiego i 6 gmin, przez których tereny przebiega linia zarządzana przez przewoźnika. 13 sierpnia 2008 roku nazwa przedsiębiorstwa została zmieniona na Warszawska Kolej Dojazdowa.
28 maja 2016 po wcześniejszych pracach przygotowawczych zmieniono napięcie w sieci trakcyjnej z „tramwajowego” 600 V na „kolejowe” 3000 V. Wymusiło to wycofanie taboru serii EN94.
W latach 2010–2016 park taborowy, złożony dotychczas z serii EN94 i jednego składu EN95, wymieniono na jednostki serii EN97 i EN100
W 2016 r. zakupiono 6 nowych elektrycznych zespołów trakcyjnych, zainstalowano system informacji pasażerskiej i monitoringu oraz urządzenia samoczynnej sygnalizacji przejazdowej, dokonano napraw torowiska, zamontowano urządzenia do przeglądu i obsługi zespołów trakcyjnych w hali naprawczej oraz zmodernizowano obiekty małej infrastruktury przystankowej na wszystkich 45 obiektach peronowych. Koszt inwestycji wyniósł 146 mln zł, z czego ponad 76 mln zł pochodziło ze środków Szwajcarsko-Polskiego Programu Współpracy.
W 2018 r. spółka została uhonorowana Odznaką Honorową „Zasłużony dla Mazowsza”.
W latach 2022–2023 spółka rozbudowała linię kolejową 47 na odcinku od Podkowy Leśnej do Grodziska Mazowieckiego. W ramach inwestycji wyremontowano wszystkie perony, przebudowano układ torowy w obrębie stacji Podkowa Leśna Zachodnia i Grodzisk Mazowiecki Radońska, wyremontowano tor nr 1 i wybudowano drugi tor na tym odcinku.

## Działalność
Podstawowa działalność WKD obejmuje:
- organizowanie przewozów pasażerskich z wykorzystaniem posiadanego taboru i zarządzanej infrastruktury,
- zarządzanie infrastrukturą, w której skład wchodzą trzy linie kolejowe[16].

### Przewozy pasażerskie
WKD uruchamia pociągi linii:
- A1 relacji Warszawa Śródmieście WKD – Grodzisk Mazowiecki Radońska i z powrotem oraz Milanówek Grudów – Warszawa Śródmieście WKD[17]
- A12 relacji Warszawa Śródmieście WKD – Milanówek Grudów[17].

Pociągi kursują z Warszawy w stronę Grodziska Mazowieckiego i Milanówka między godz. 5:00 i 0:30, a z Grodziska i Milanówka w stronę Warszawy między godz. 3:55 i 23:25. Z Warszawy do Grodziska Mazowieckiego jedzie się 57 minut, a do Milanówka 51 minut.
Cena biletu za przejazd pociągiem WKD zależy od rozkładowego czasu przejazdu. W pociągach przewoźnika obowiązują trzy strefy czasowe:
- I strefa – do 19 minut,
- II strefa – do 38 minut,
- III strefa – powyżej 38 minut[18].

Oferta WKD obejmuje bilety jednorazowe, jednorazowe abonamentowe, jednorazowe miejskie, odcinkowe okresowe imienne i bezimienne, miesięczne weekendowe bezimienne oraz okresowe dla mieszkańców gminy Michałowice. Można je kupić w kasach biletowych i biletomatach na stacjach i przystankach oraz w pojazdach, za pośrednictwem telefonu komórkowego, a także na stronie i w sklepie przewoźnika. Od 2021 nie można kupić biletów u maszynistów
Prócz regularnych przewozów, WKD uruchamia także pociągi nadzwyczajne.
Pociągi i stacje WKD są ochraniane przez prywatną agencję ochrony Zubrzycki.

### Zarządzanie infrastrukturą

Schemat linii WKD

#### Linie kolejowe
Sieć WKD położona jest w południowo-zachodnim paśmie osadniczym aglomeracji warszawskiej oraz przebiega przez dwie dzielnice miasta (Ochotę i Włochy) i sześć gmin (Michałowice, Pruszków, Brwinów, Podkowa Leśna, Milanówek i Grodzisk Mazowiecki). Składają się na nią dwie linie kolejowe, na których łącznie ulokowano 24 przystanki i 4 stacje. Linie te są całkowicie zelektryfikowane na odcinkach pasażerskich i wyodrębnione od ogólnopolskiej sieci kolejowej, a ich połączenie z tą siecią stanowi trzecia linia będąca łącznicą technologiczną.
Linia kolejowa nr 47 relacji Warszawa Śródmieście WKD – Grodzisk Mazowiecki Radońska ma łączną długość 32,614 km. Od końcówki 2023 roku jest to linia w pełni dwutorowa.
Linia kolejowa nr 48 relacji Podkowa Leśna Główna – Milanówek Grudów ma jeden tor o długości 2,896 km.
Linia kolejowa nr 512 relacji Pruszków – Komorów to łącznica technologiczna sieci WKD z siecią kolejową PKP PLK. Ma jeden niezelektryfikowany tor o długości 3,411 km.
Na liniach WKD znajduje się łącznie 45 przejazdów kolejowo-drogowych, w tym 4 kategorii B, 4 kategorii C, 29 kategorii D, 5 kategorii E i 3 kategorii F.

#### Stacje i przystanki
| Nazwa                           | Rodzaj     | Wspólny bilet ZTM-KM-WKD | Kasa lub punkt sprzedaży biletów | Biletomat na peronie | Przesiadki | Przesiadki | Przesiadki          | Przesiadki | Parking P+R |        |
| Nazwa                           | Rodzaj     | Wspólny bilet ZTM-KM-WKD | Kasa lub punkt sprzedaży biletów | Biletomat na peronie | autobus    | tramwaj    | SKM                 | pociąg     | Parking P+R |        |
| ------------------------------- | ---------- | ------------------------ | -------------------------------- | -------------------- | ---------- | ---------- | ------------------- | ---------- | ----------- | ------ |
| Warszawa Śródmieście WKD        | stacja     | Tak                      | Tak                              | Tak                  | ZTM        | Tak        | S1, S2, S3          | Tak        | Nie         | [ 29 ] |
| Warszawa Ochota WKD             | przystanek | Tak                      | Tak                              | Tak                  | ZTM        | Tak        | S1, S2              | Tak        | Nie         | [ 30 ] |
| Warszawa Zachodnia WKD          | przystanek | Tak                      | Tak                              | przed dworcem        | ZTM        | Nie        | S1, S2, S3, S4, S40 | Tak        | Nie         | [ 31 ] |
| Warszawa Reduta Ordona          | przystanek | Tak                      | Nie                              | Tak                  | Nie        | Nie        | Nie                 | Nie        | Nie         | [ 32 ] |
| Warszawa Aleje Jerozolimskie    | przystanek | Tak                      | Nie                              | Tak                  | ZTM        | Nie        | S2, S3, S4, S40     | Tak        | Nie         | [ 33 ] |
| Warszawa Raków                  | przystanek | Tak                      | Nie                              | Tak                  | ZTM        | Nie        | Nie                 | Nie        | Nie         | [ 34 ] |
| Warszawa Salomea                | przystanek | Tak                      | Nie                              | Tak                  | Nie        | Nie        | Nie                 | Nie        | Nie         | [ 35 ] |
| Opacz                           | przystanek | Tak                      | tylko jednorazowe                | Tak                  | ZTM        | Nie        | Nie                 | Nie        | Nie         | [ 36 ] |
| Michałowice                     | przystanek | Nie                      | zamknięta do odwołania           | Tak                  | Nie        | Nie        | Nie                 | Nie        | Nie         | [ 37 ] |
| Reguły                          | przystanek | Nie                      | Nie                              | Tak                  | Nie        | Nie        | Nie                 | Nie        | Nie         | [ 38 ] |
| Malichy                         | przystanek | Nie                      | Nie                              | Tak                  | PKS        | Nie        | Nie                 | Nie        | Nie         | [ 39 ] |
| Tworki                          | przystanek | Nie                      | Nie                              | Tak                  | Nie        | Nie        | Nie                 | Nie        | Tak         | [ 40 ] |
| Pruszków WKD                    | przystanek | Nie                      | Tak                              | Tak                  | PKS        | Nie        | Nie                 | Nie        | Tak         | [ 41 ] |
| Komorów                         | stacja     | Nie                      | Tak                              | Tak                  | Nie        | Nie        | Nie                 | Nie        | Tak         | [ 42 ] |
| Nowa Wieś Warszawska            | przystanek | Nie                      | Nie                              | Tak                  | Nie        | Nie        | Nie                 | Nie        | Nie         | [ 43 ] |
| Kanie Helenowskie               | przystanek | Nie                      | tylko jednorazowe                | Tak                  | Nie        | Nie        | Nie                 | Nie        | Nie         | [ 44 ] |
| Otrębusy                        | przystanek | Nie                      | Nie                              | Tak                  | Nie        | Nie        | Nie                 | Nie        | Tak         | [ 45 ] |
| Podkowa Leśna Wschodnia         | przystanek | Nie                      | Nie                              | Tak                  | Nie        | Nie        | Nie                 | Nie        | Nie         | [ 46 ] |
| Podkowa Leśna Główna            | stacja     | Nie                      | Tak                              | Tak                  | PKS        | Nie        | Nie                 | Nie        | Nie         | [ 47 ] |
| Podkowa Leśna Zachodnia         | przystanek | Nie                      | Nie                              | Tak                  | Nie        | Nie        | Nie                 | Nie        | Nie         | [ 48 ] |
| Polesie                         | przystanek | Nie                      | Nie                              | Tak                  | Nie        | Nie        | Nie                 | Nie        | Nie         | [ 49 ] |
| Milanówek Grudów                | przystanek | Nie                      | Nie                              | Tak                  | Nie        | Nie        | Nie                 | Nie        | Nie         | [ 50 ] |
| Kazimierówka                    | przystanek | Nie                      | Nie                              | Tak                  | Nie        | Nie        | Nie                 | Nie        | Nie         | [ 51 ] |
| Brzózki                         | przystanek | Nie                      | Nie                              | Tak                  | Nie        | Nie        | Nie                 | Nie        | Nie         | [ 52 ] |
| Grodzisk Mazowiecki Okrężna     | przystanek | Nie                      | Nie                              | Tak                  | Nie        | Nie        | Nie                 | Nie        | Tak         | [ 53 ] |
| Grodzisk Mazowiecki Piaskowa    | przystanek | Nie                      | tylko jednorazowe                | Tak                  | PKS        | Nie        | Nie                 | Nie        | Tak         | [ 54 ] |
| Grodzisk Mazowiecki Jordanowice | przystanek | Nie                      | Nie                              | Tak                  | PKS        | Nie        | Nie                 | Nie        | Nie         | [ 55 ] |
| Grodzisk Mazowiecki Radońska    | stacja     | Nie                      | Tak                              | Tak                  | PKS        | Nie        | Nie                 | Nie        | Nie         | [ 56 ] |

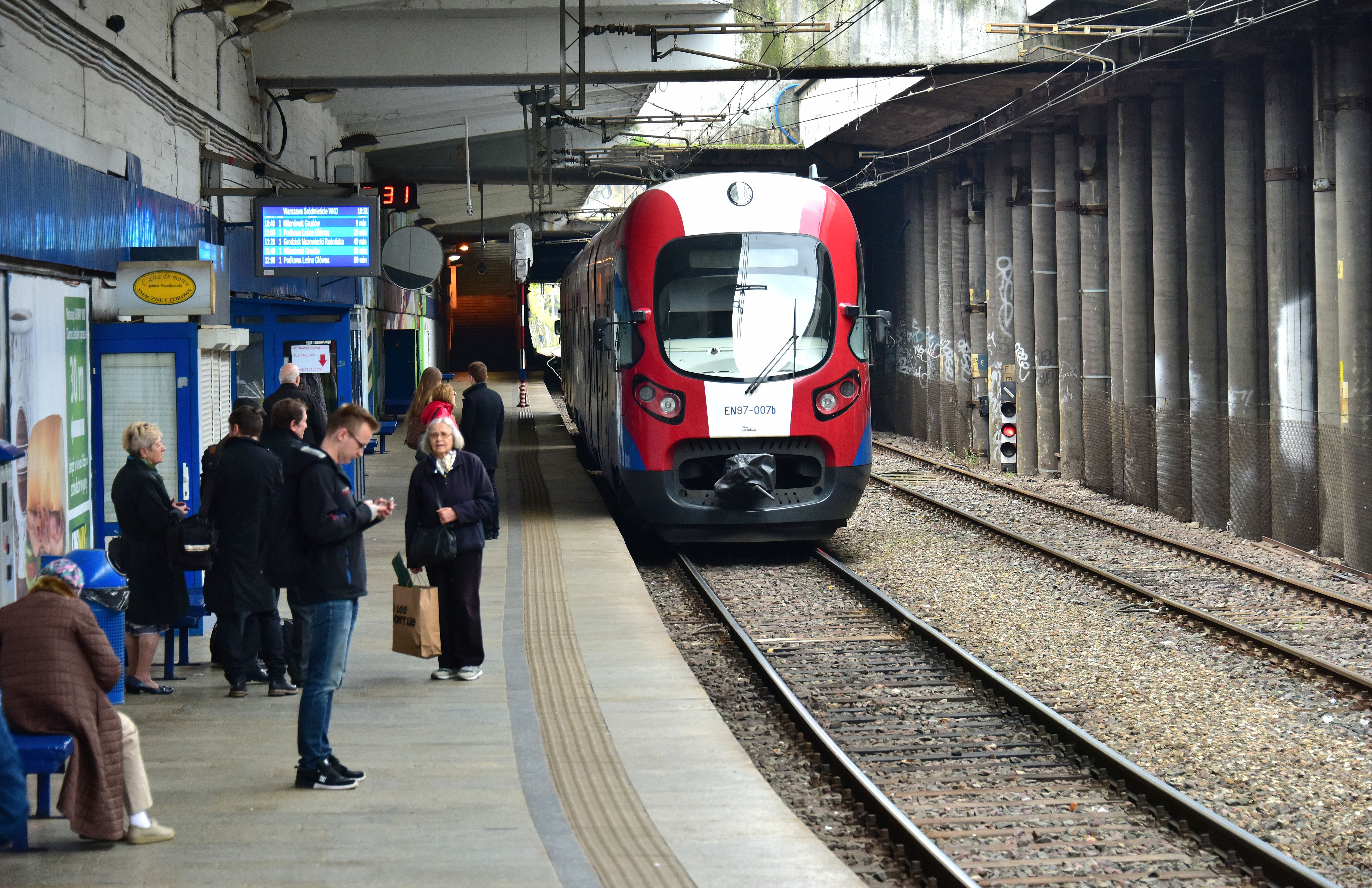
Warszawa Śródmieście WKD
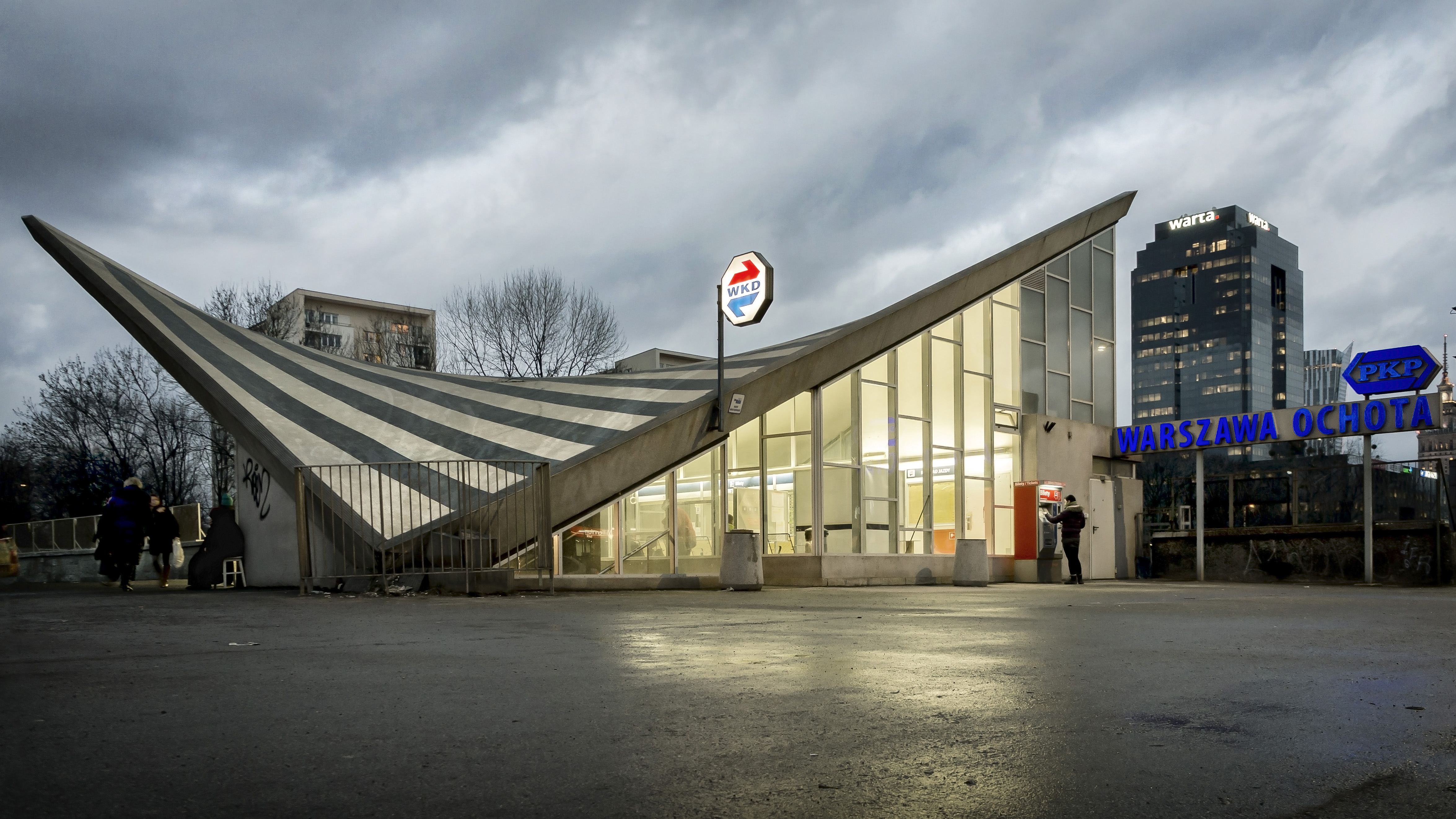
Warszawa Ochota WKD
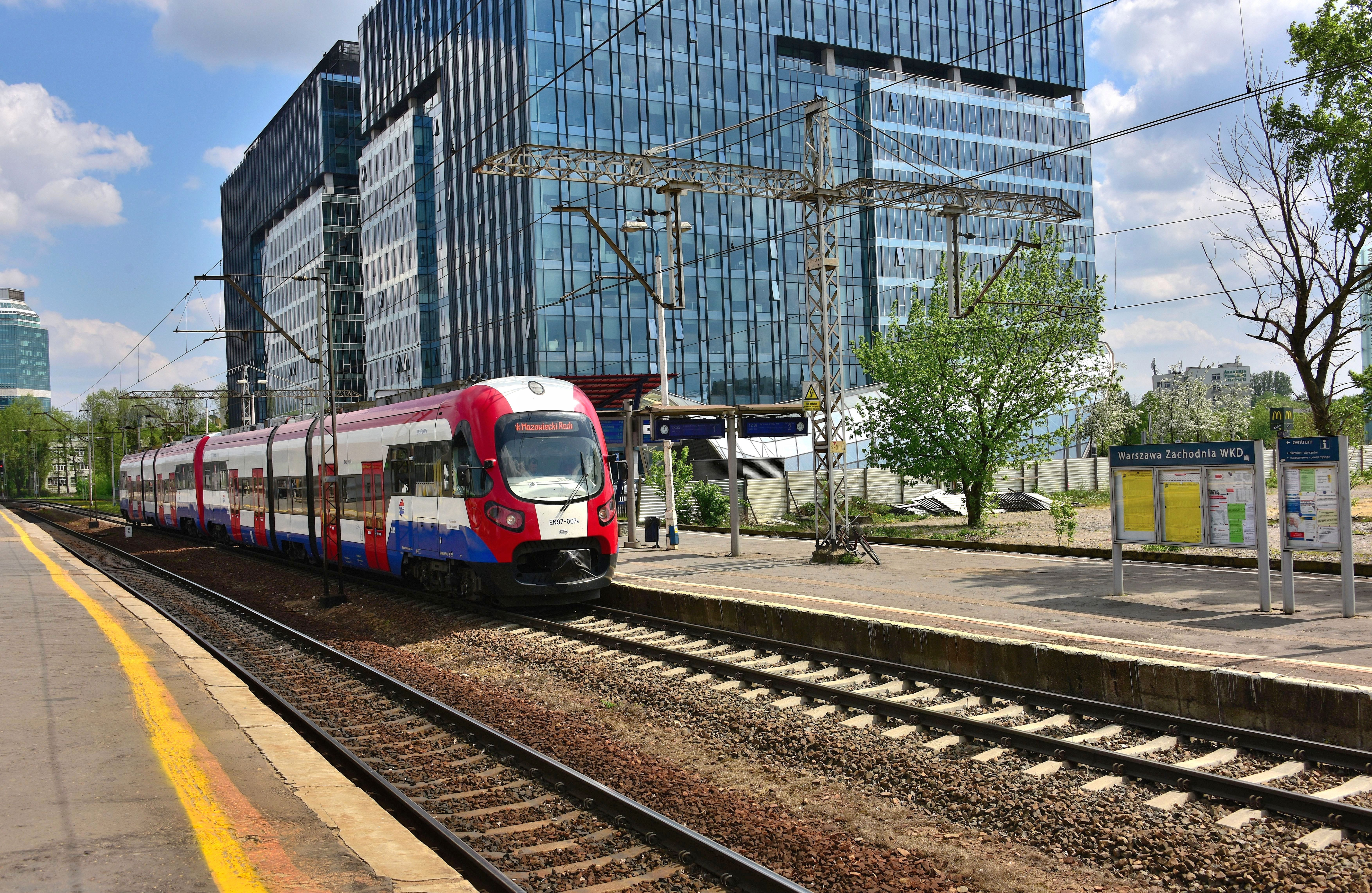
Warszawa Zachodnia WKD
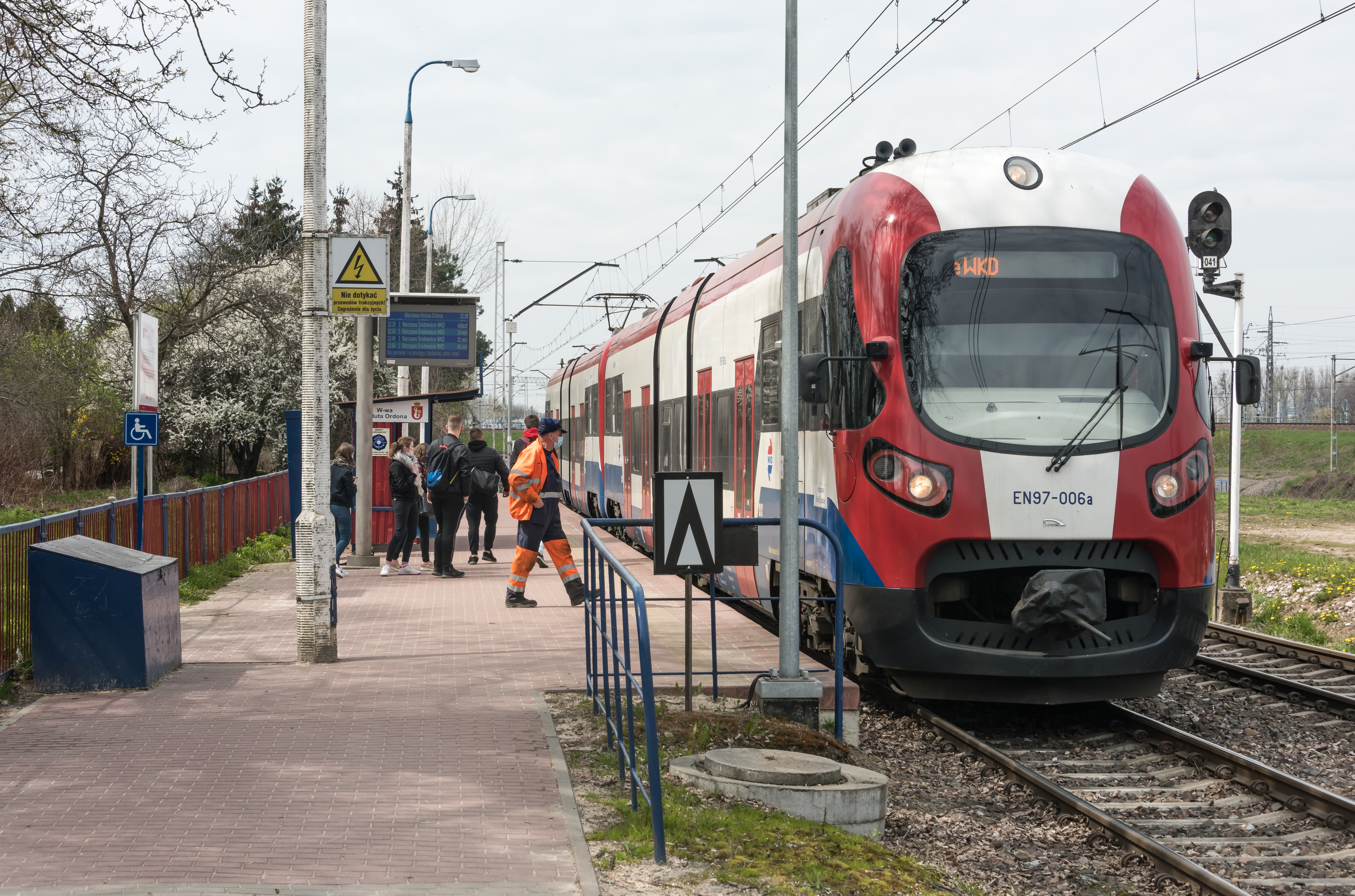
Warszawa Reduta Ordona
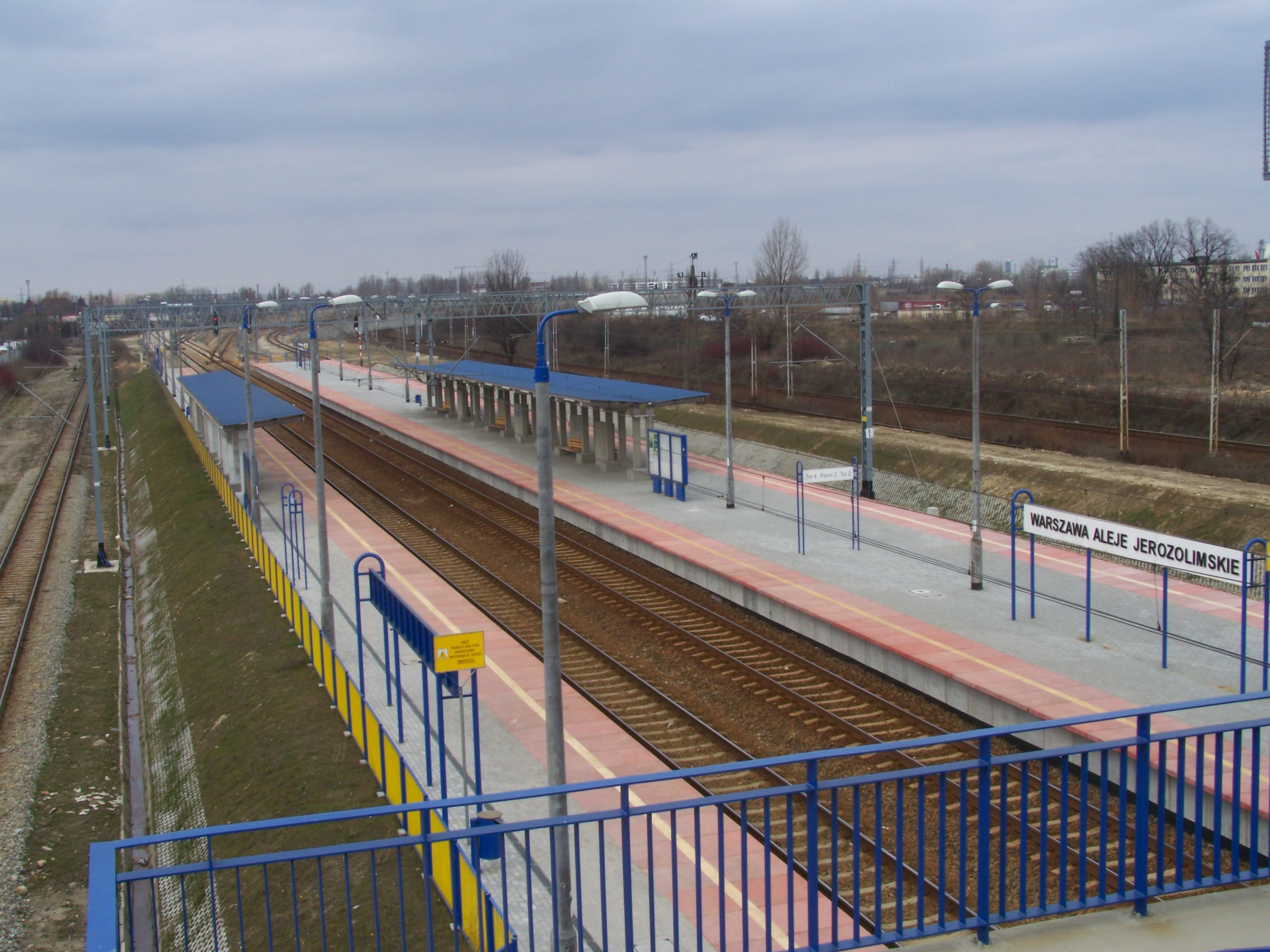
Warszawa Aleje Jerozolimskie
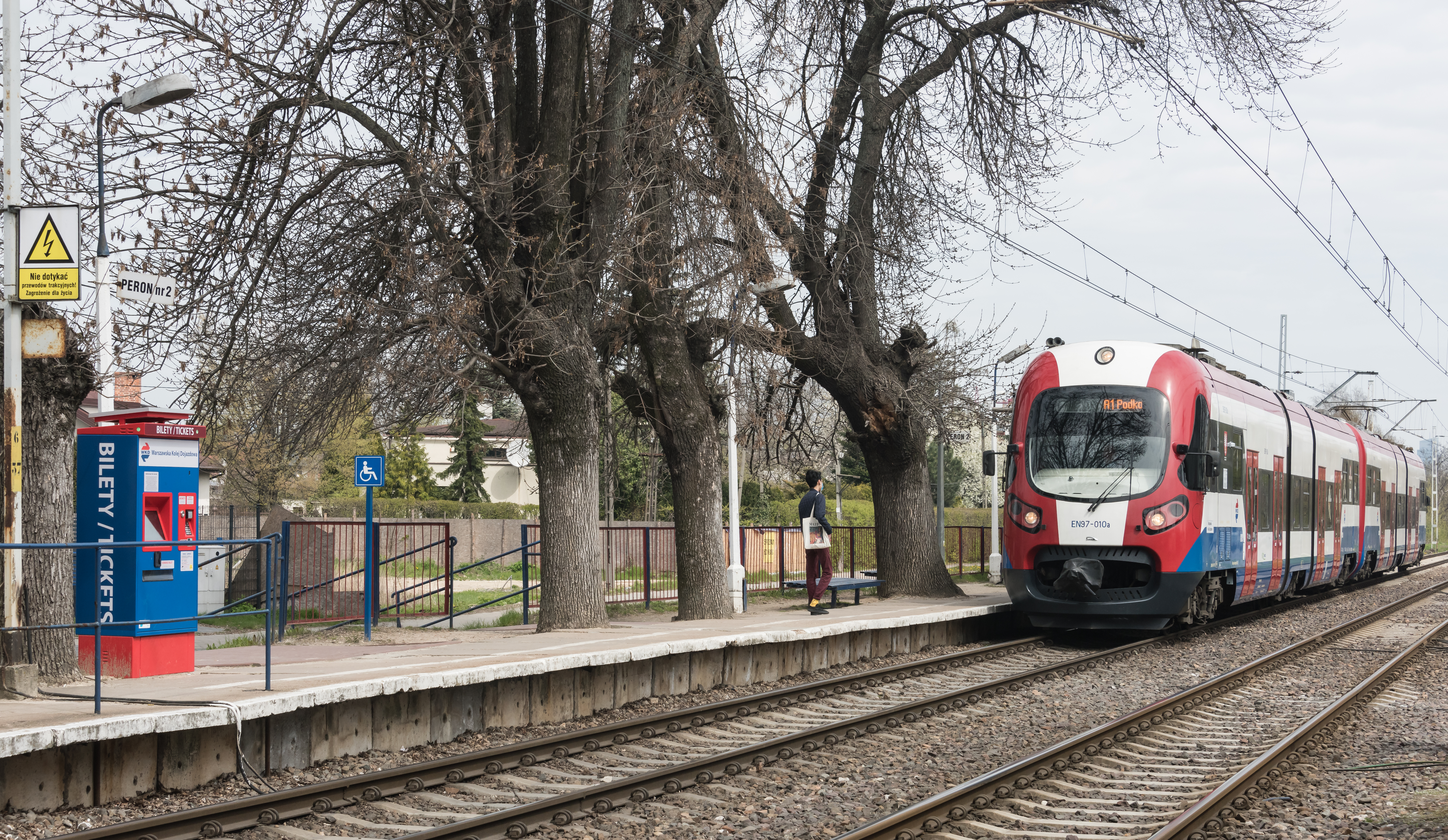
Warszawa Raków
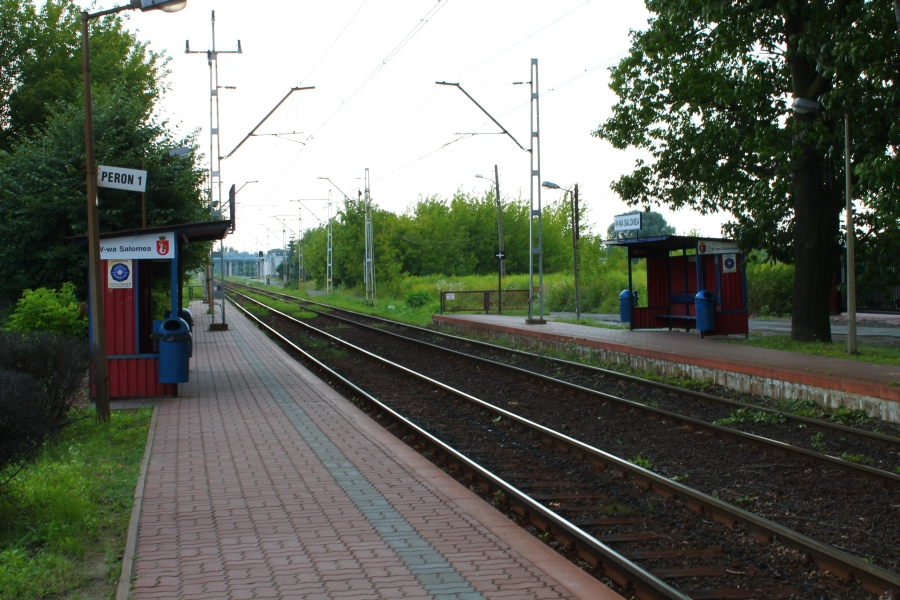
Warszawa Salomea
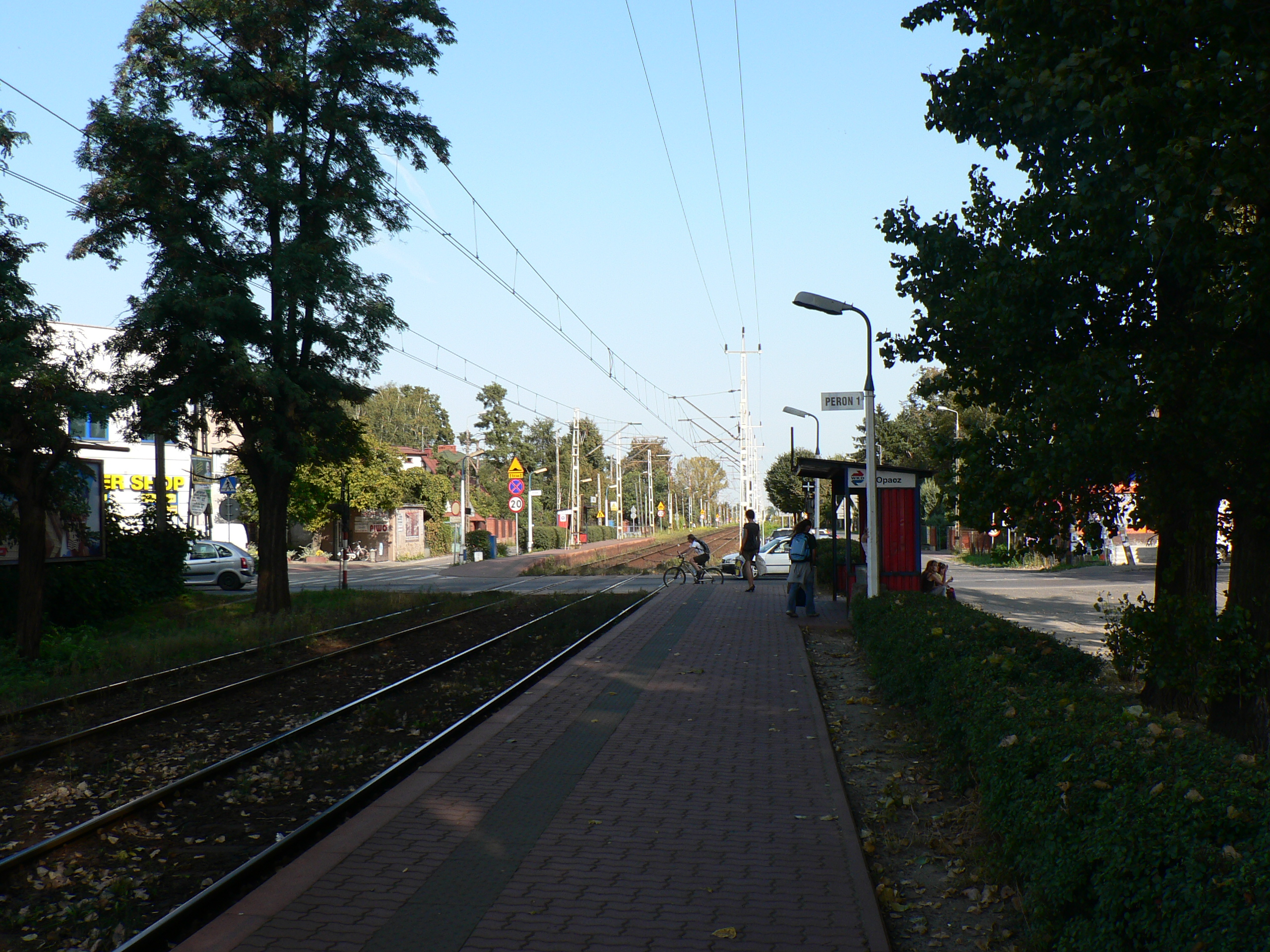
Opacz
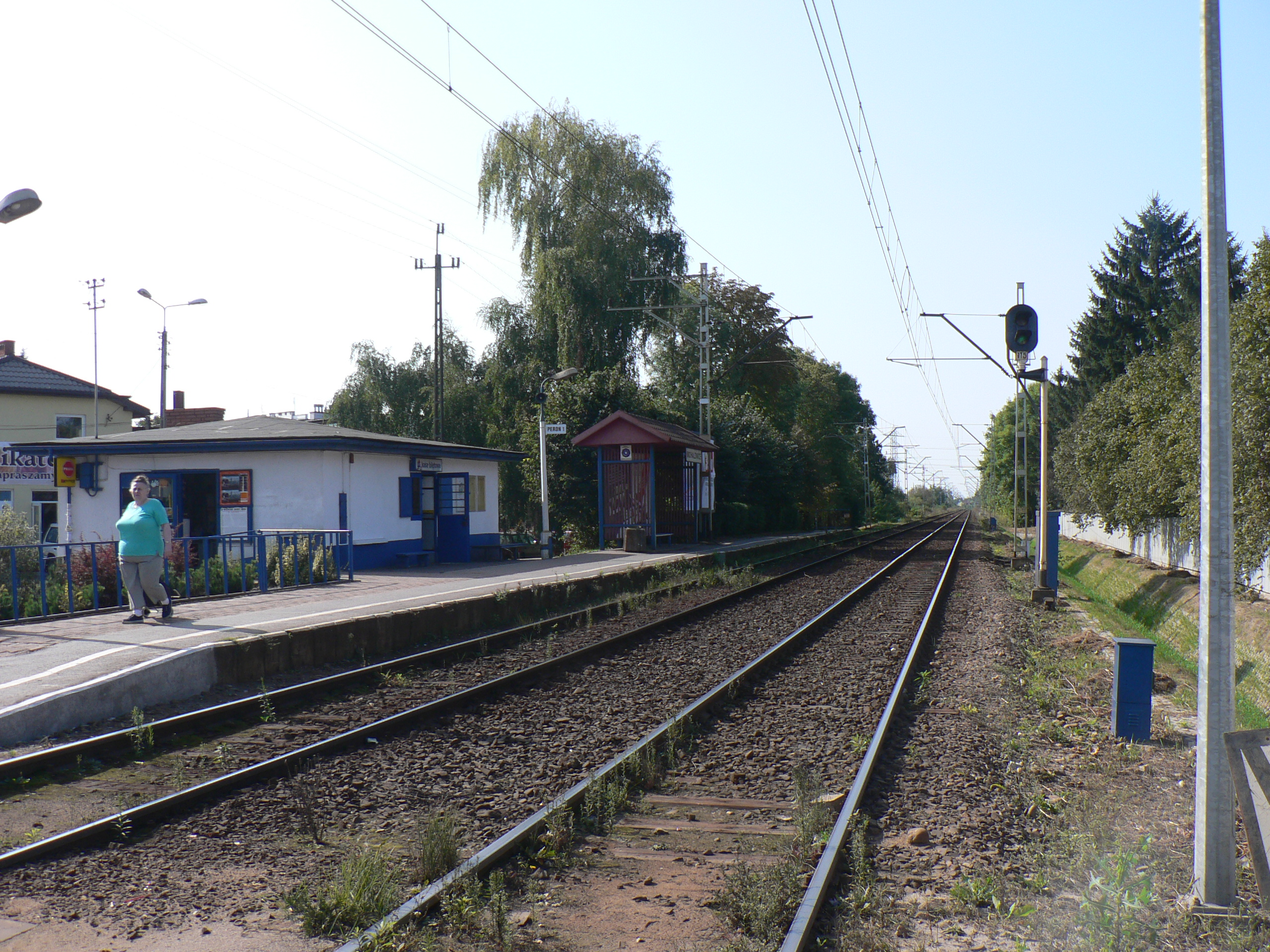
Michałowice
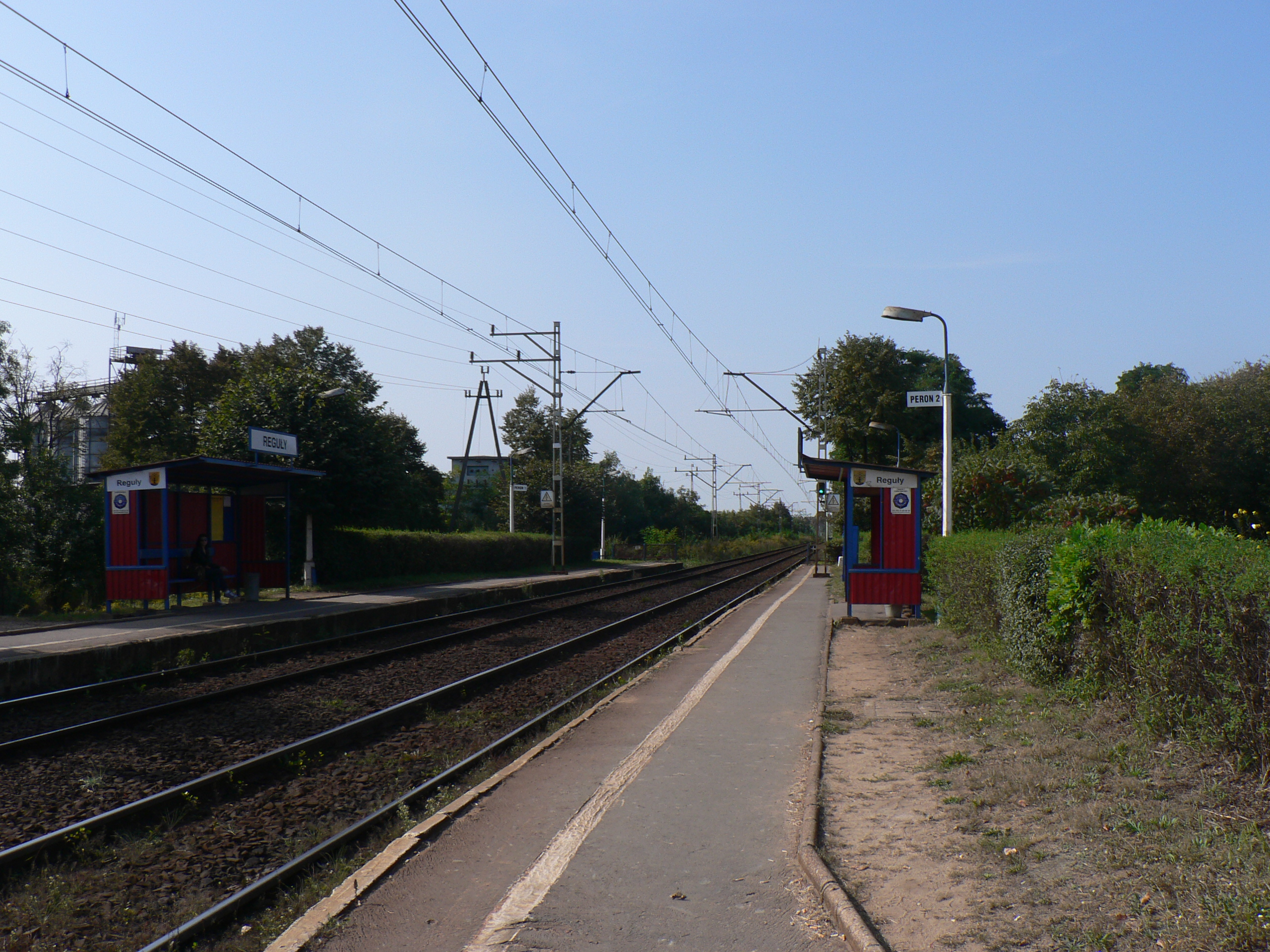
Reguły
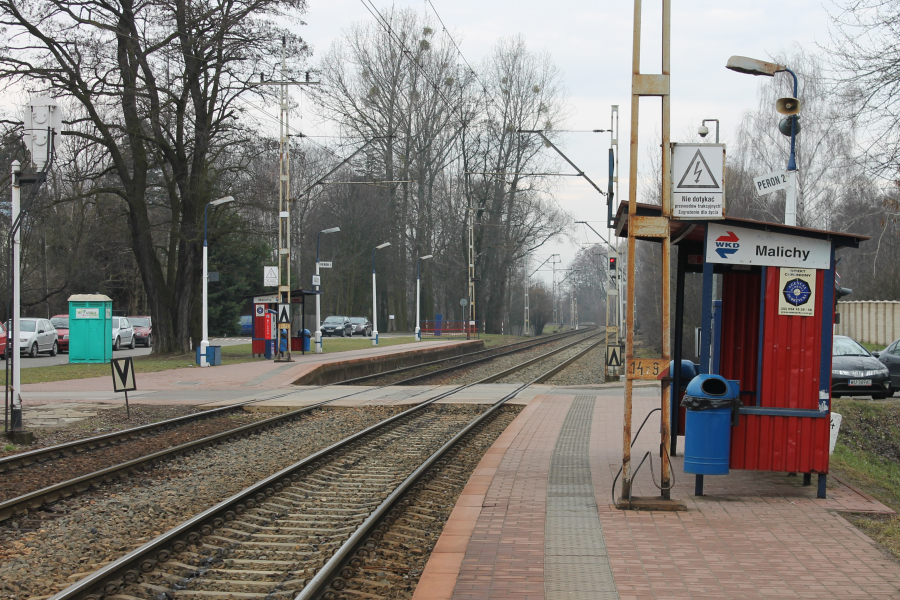
Malichy
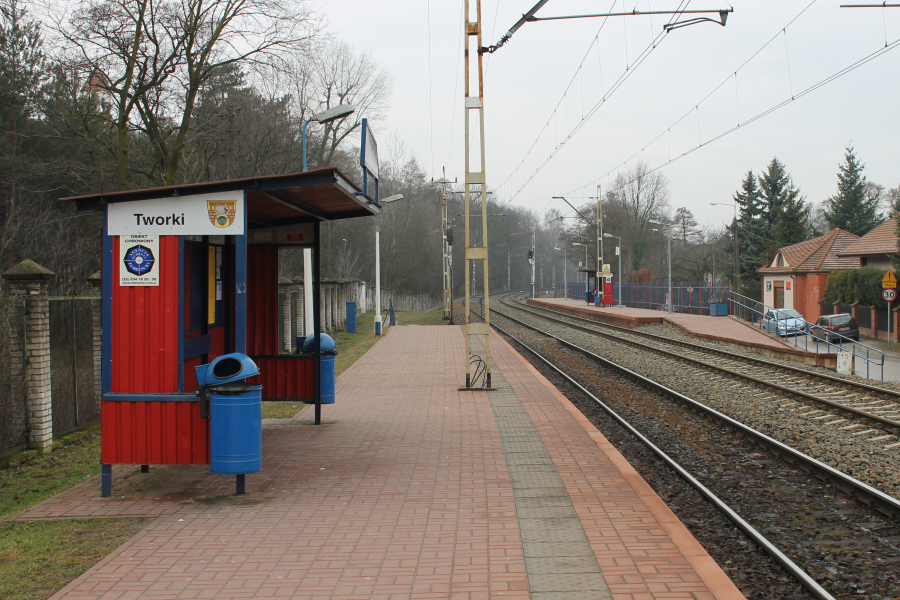
Tworki
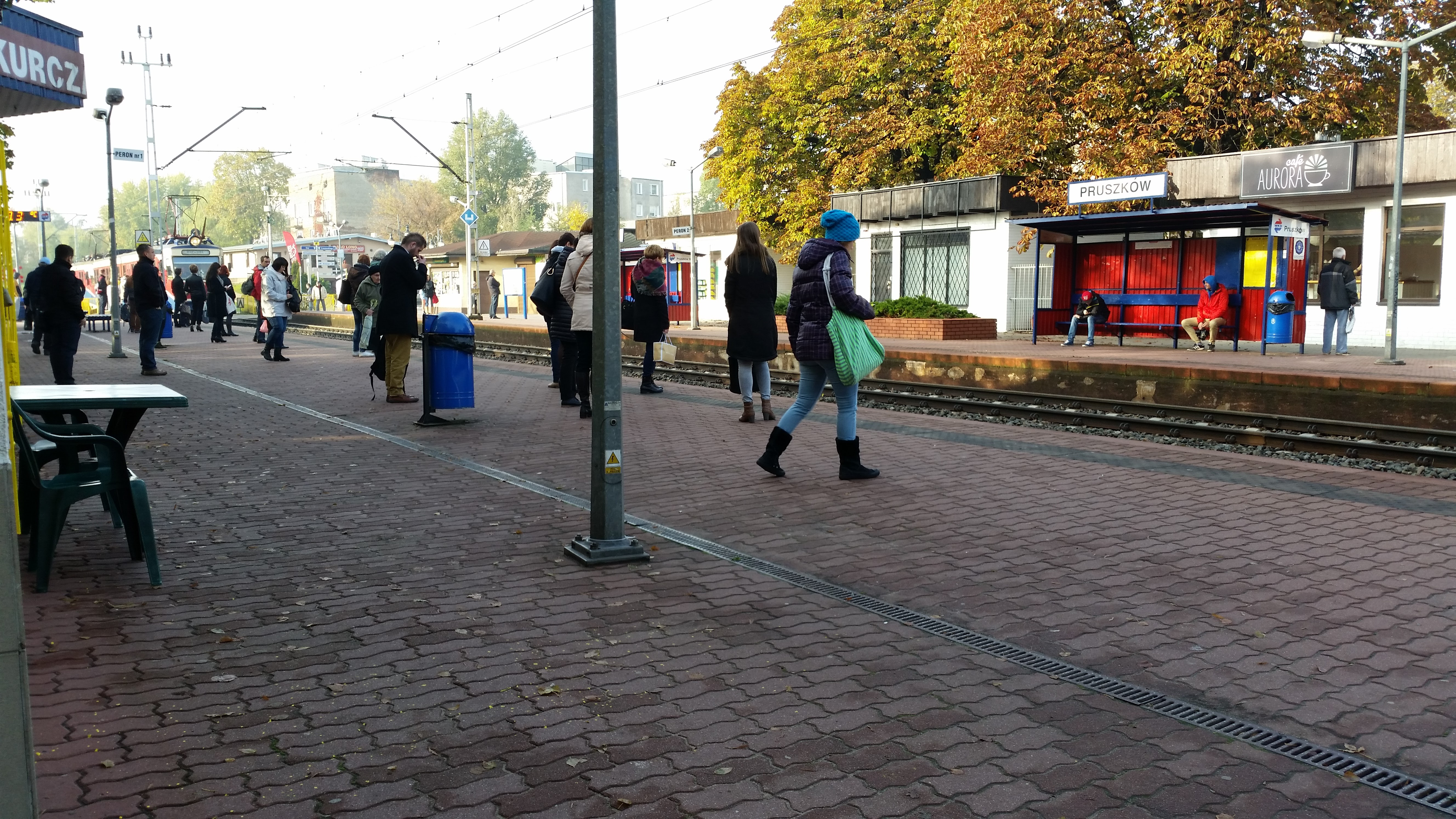
Pruszków WKD
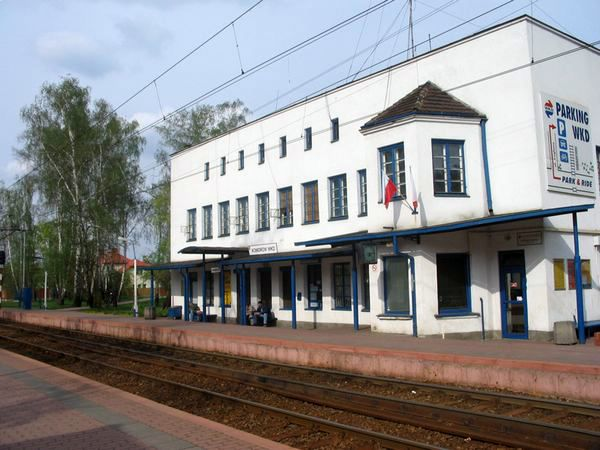
Komorów
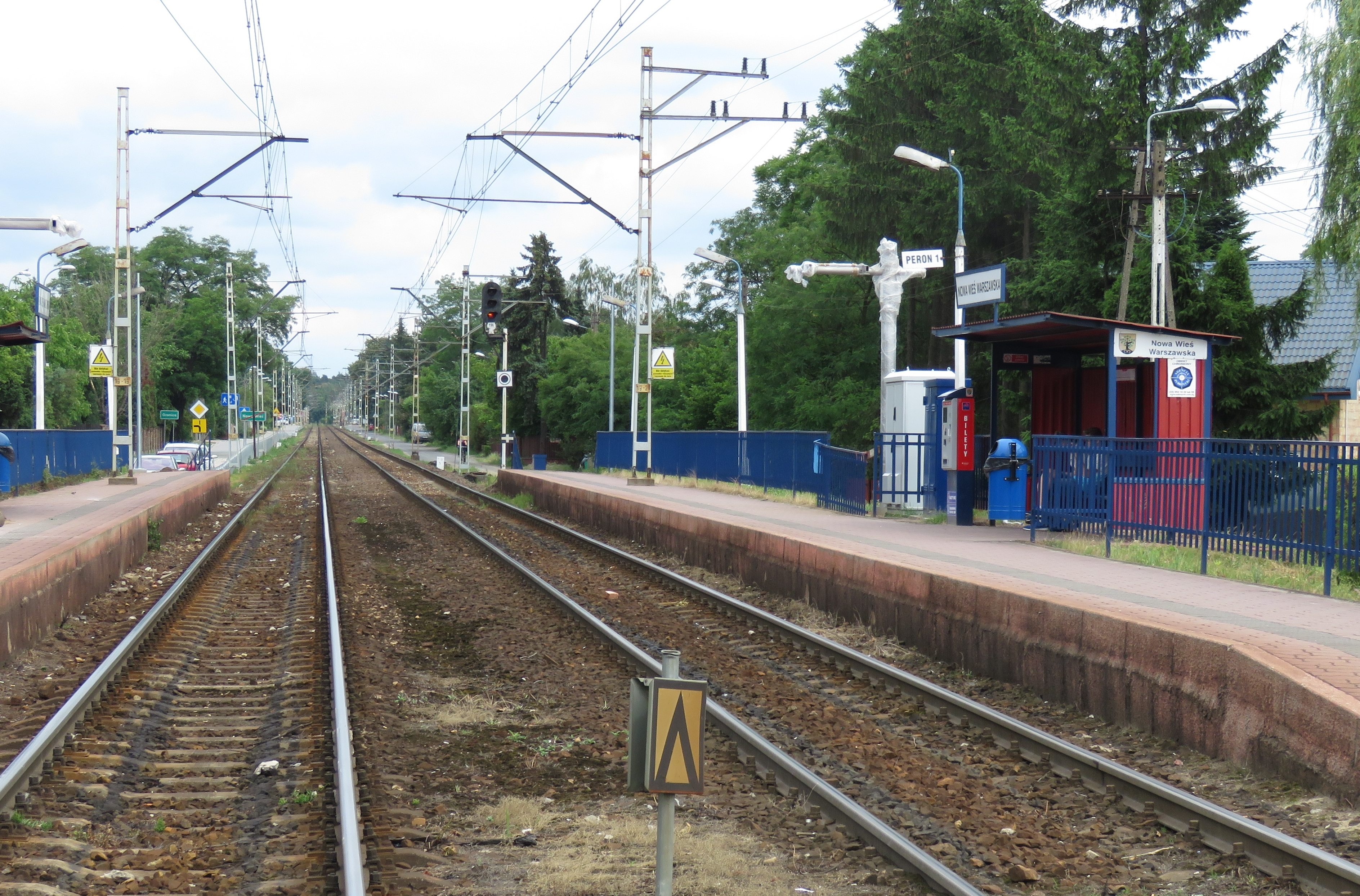
Nowa Wieś Warszawska
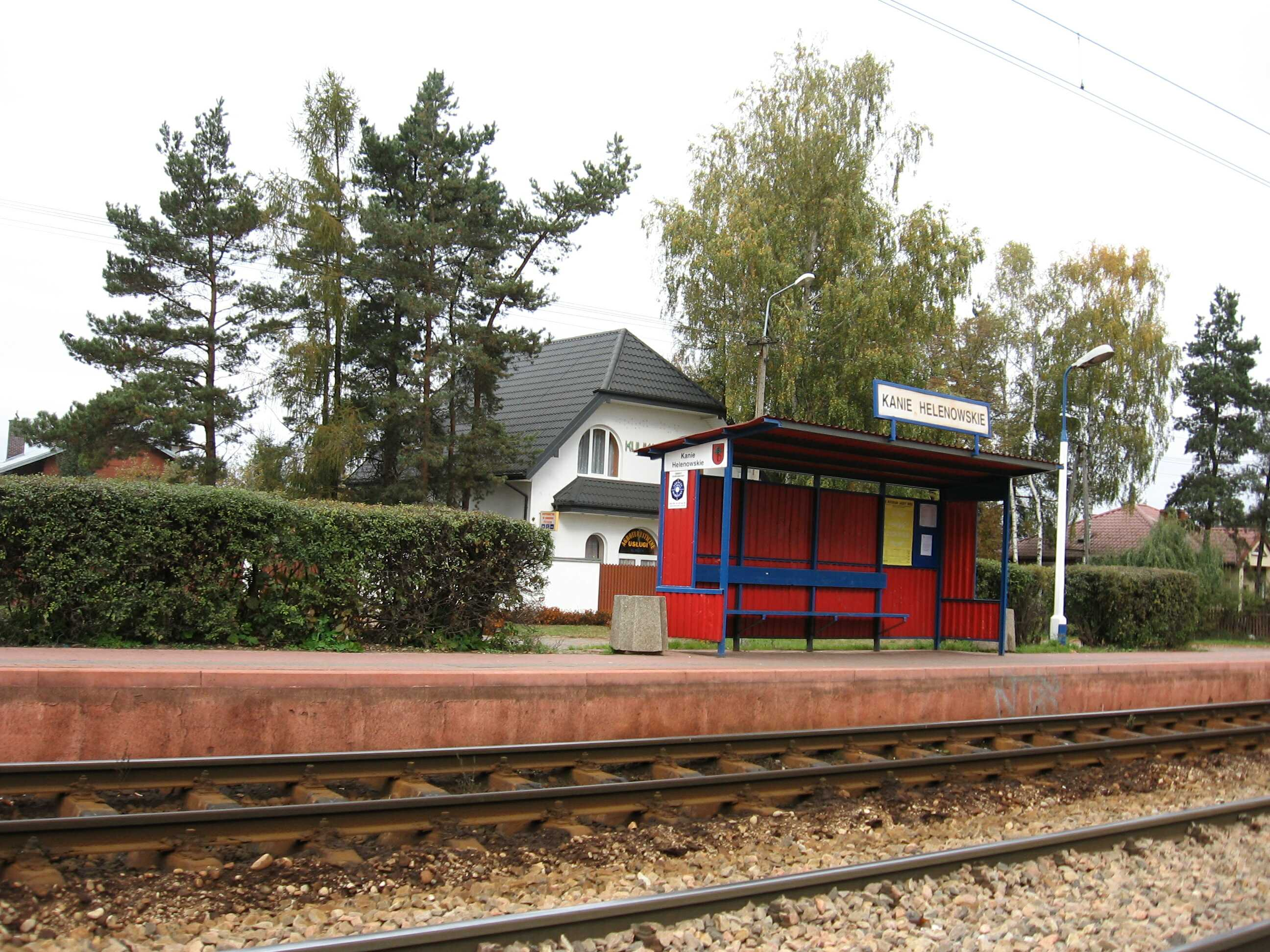
Kanie Helenowskie
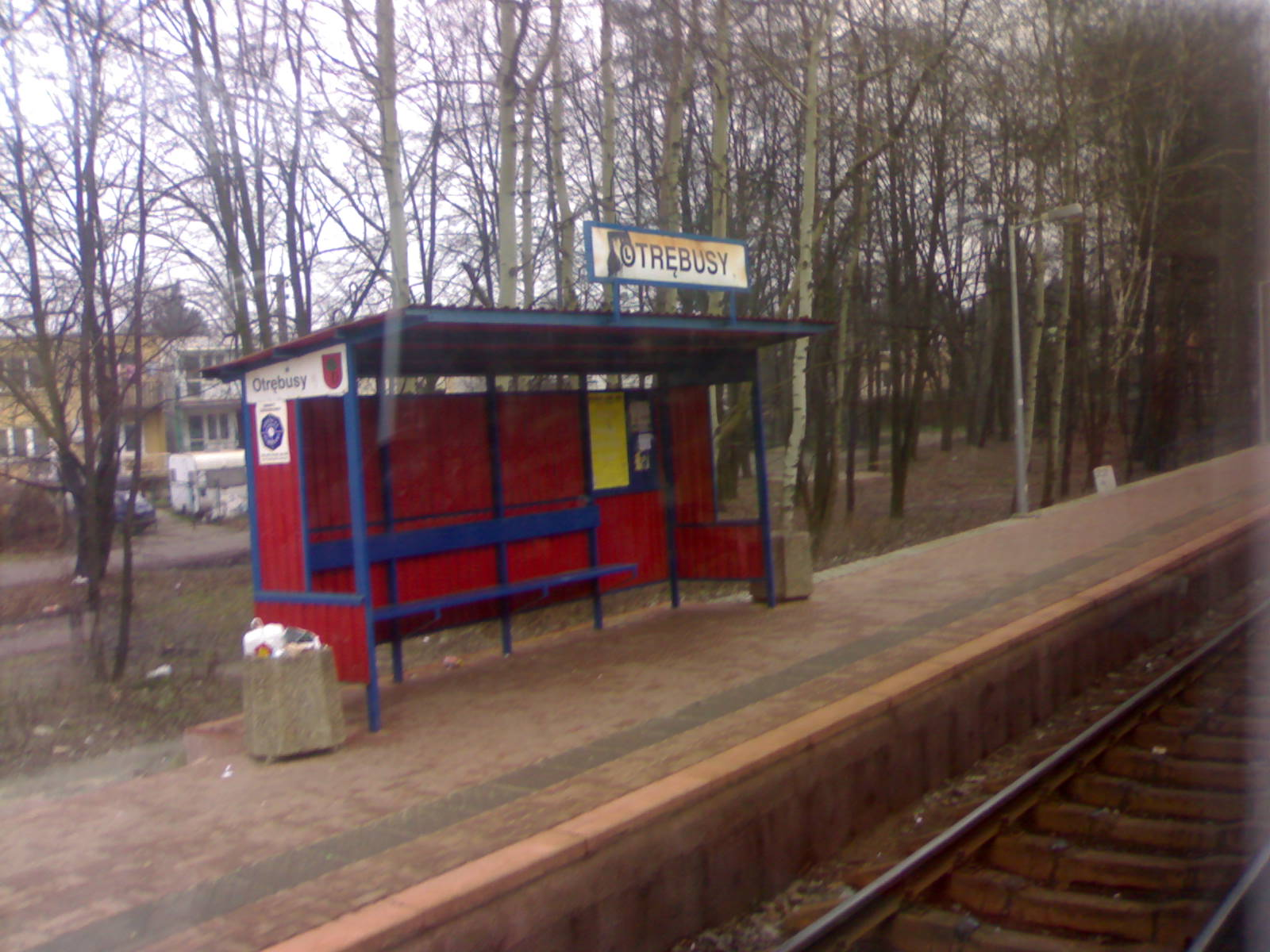
Otrębusy
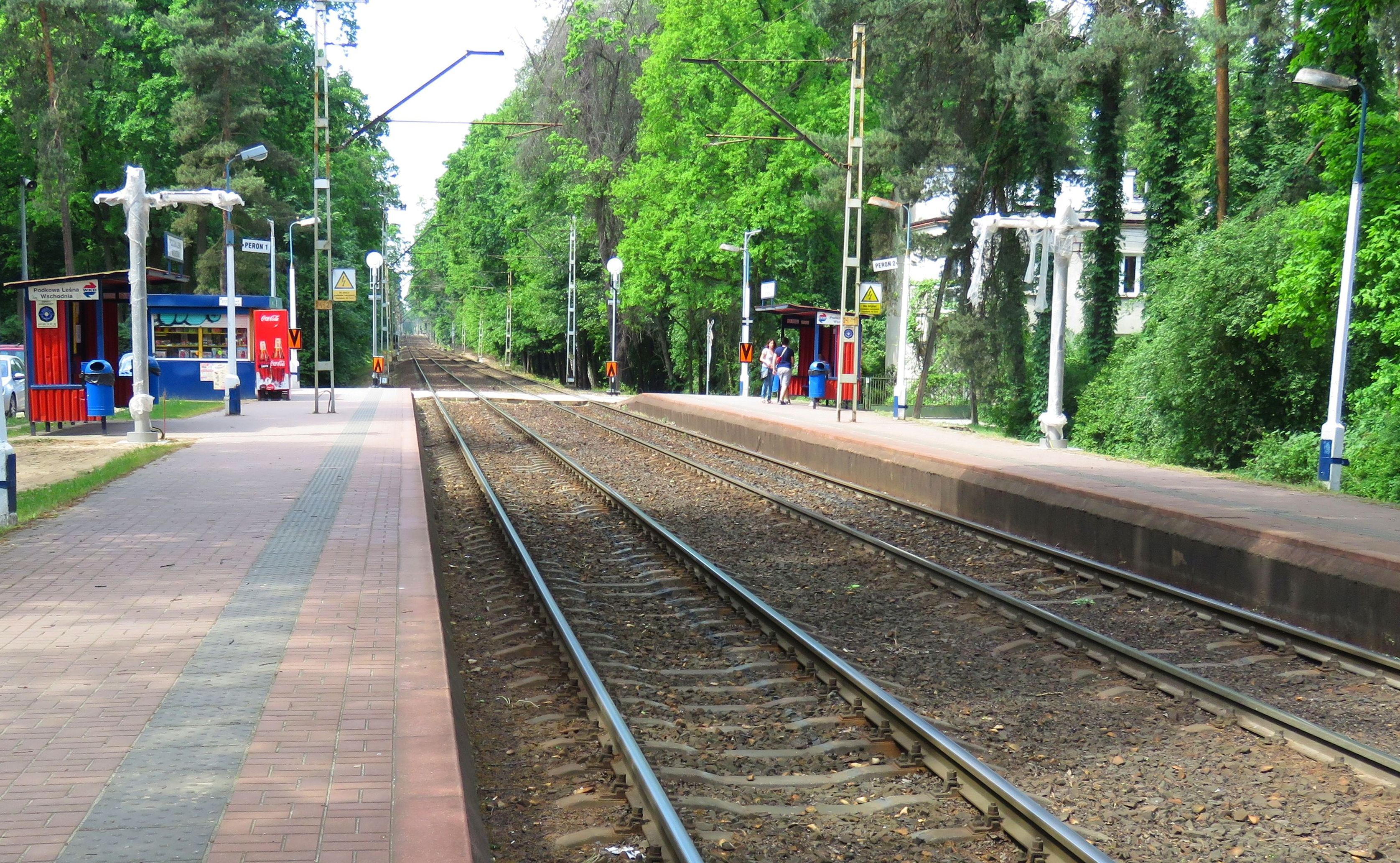
Podkowa Leśna Wschodnia
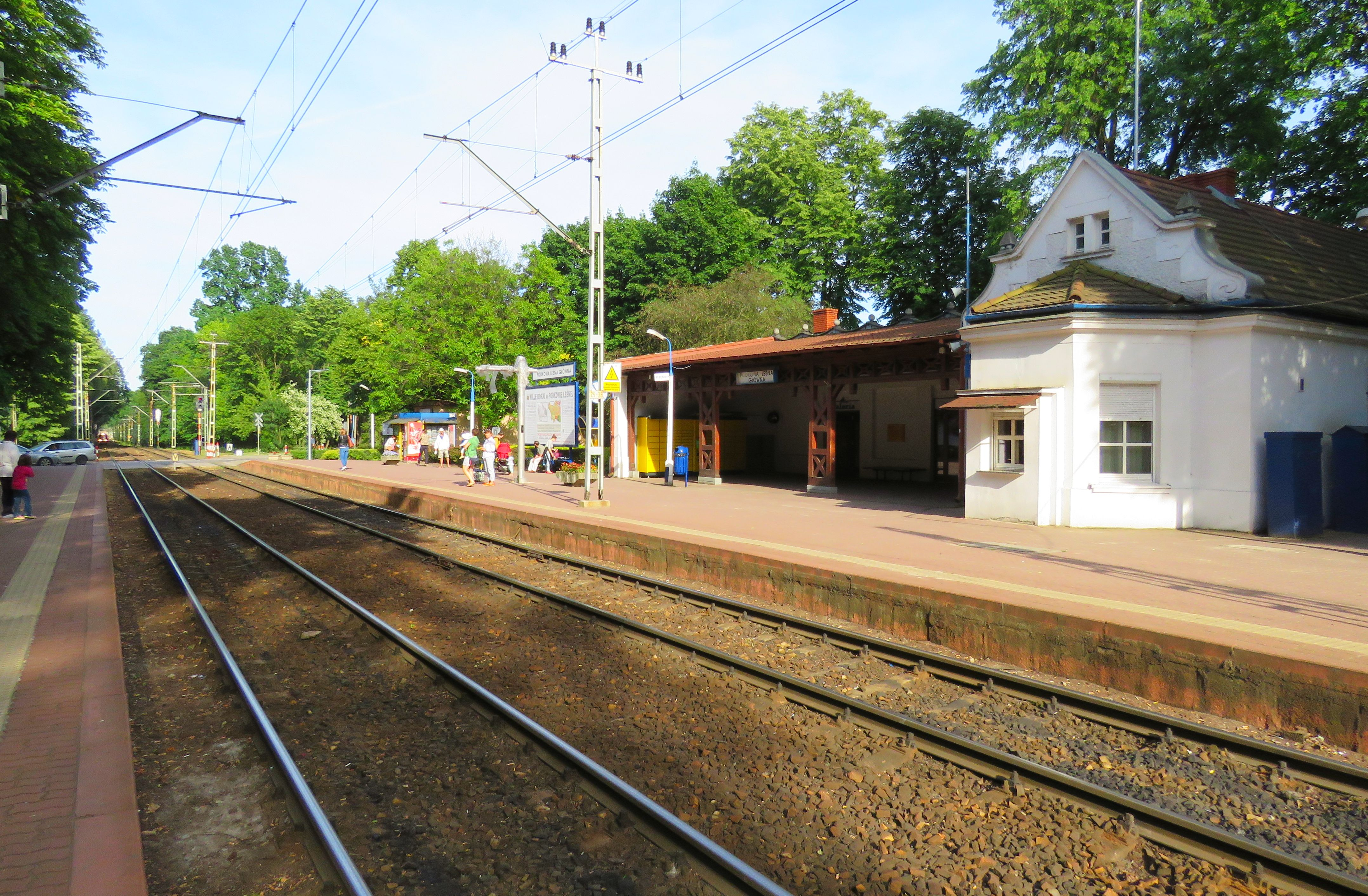
Podkowa Leśna Główna
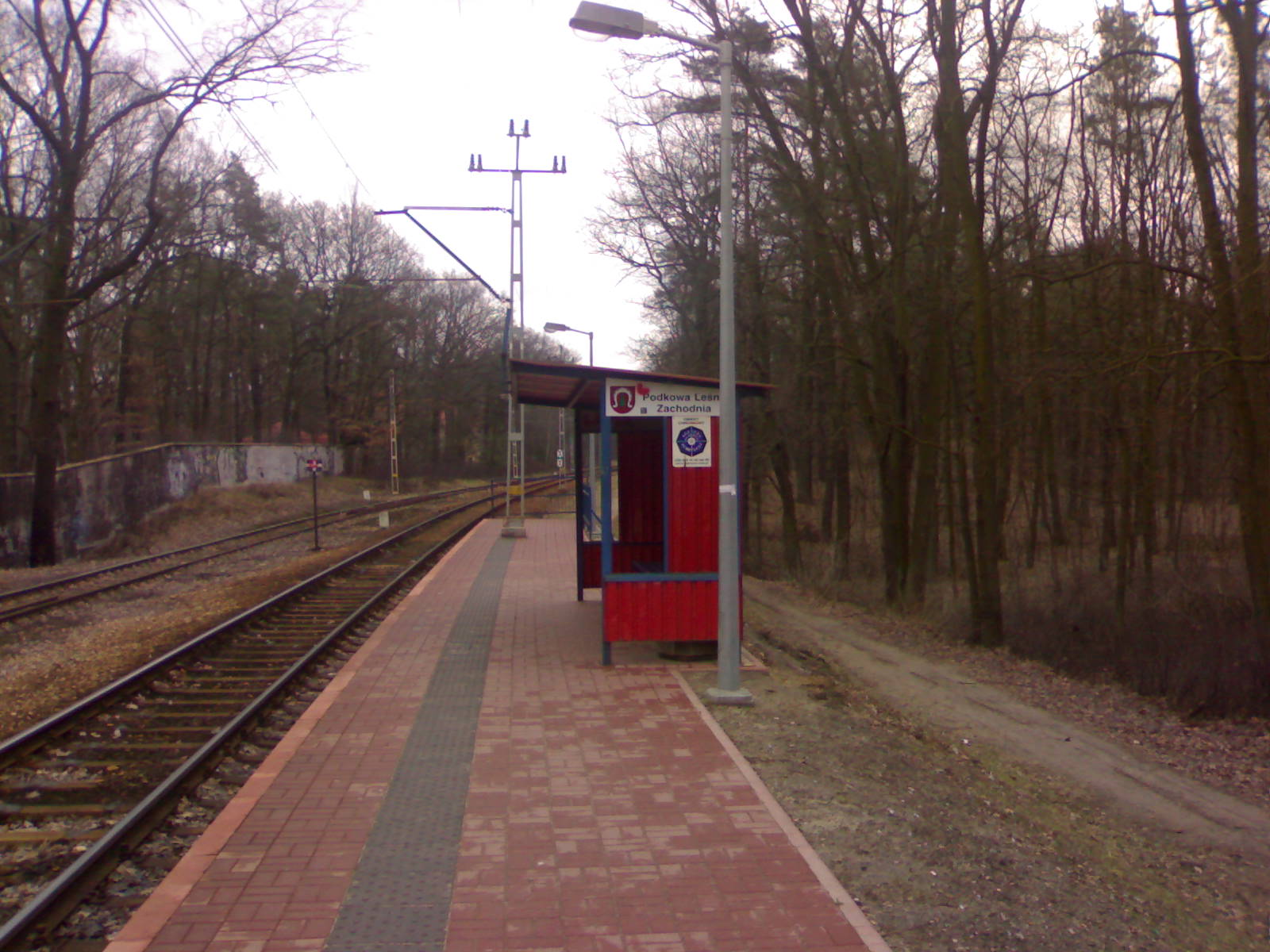
Podkowa Leśna Zachodnia
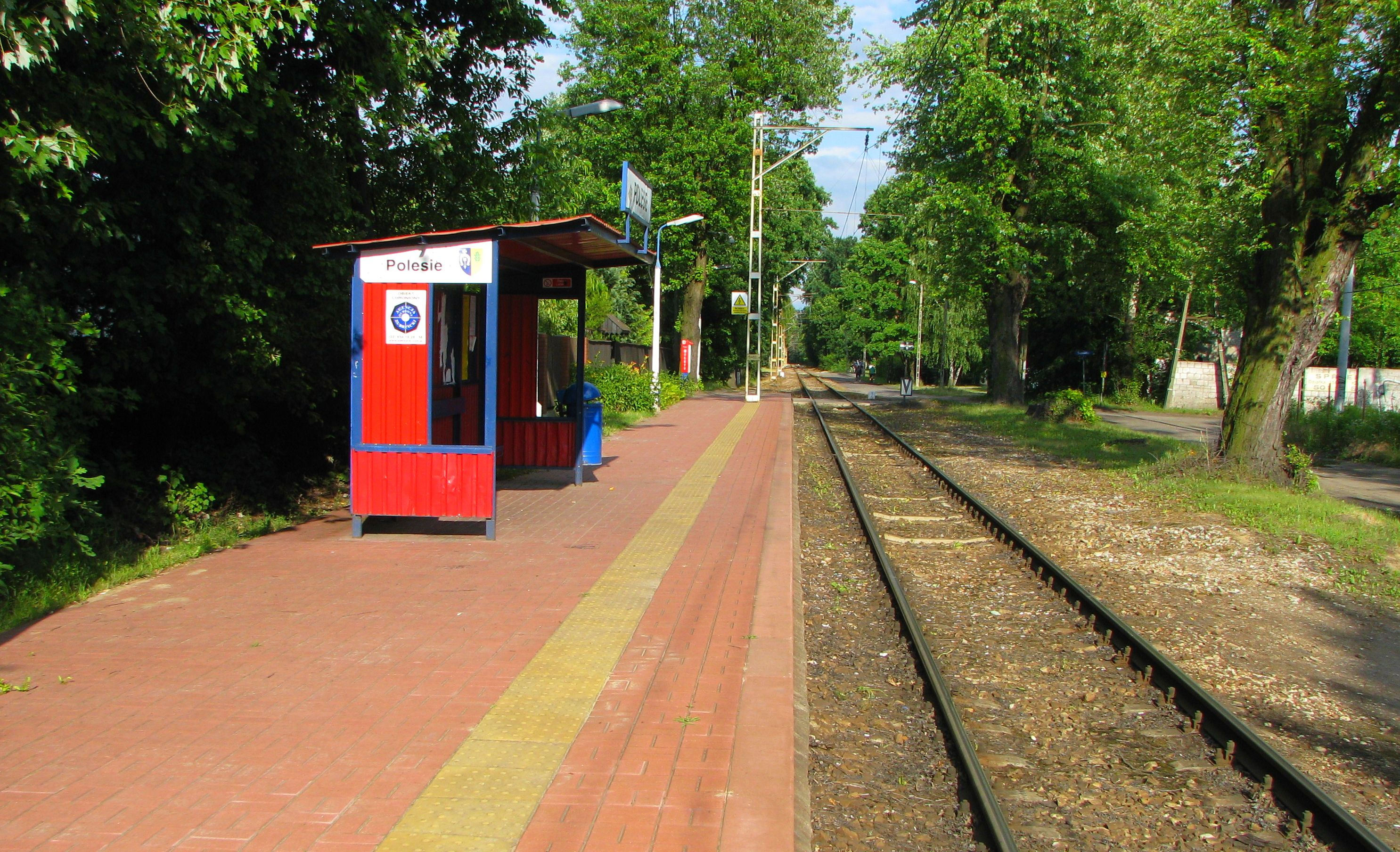
Polesie
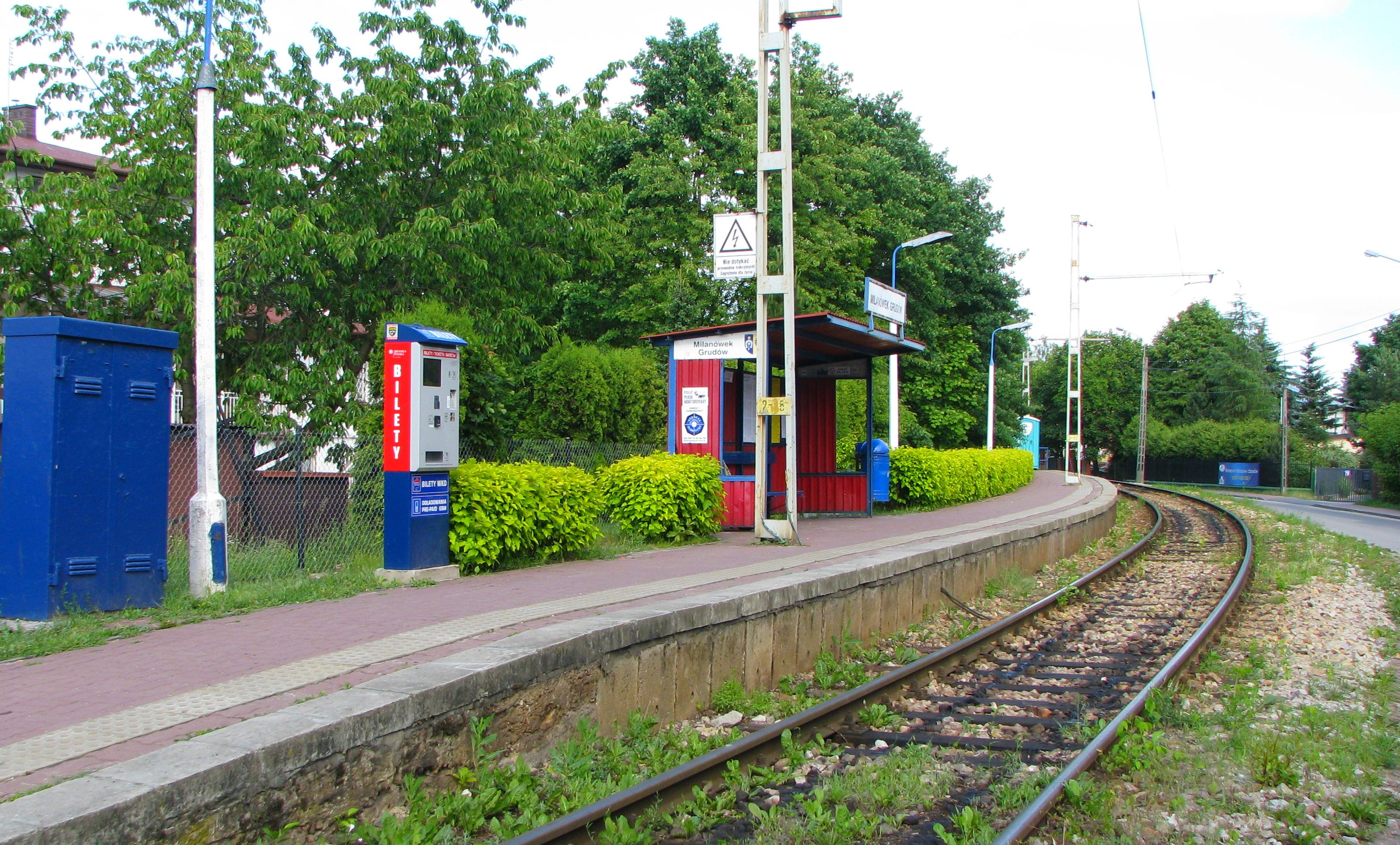
Milanówek Grudów
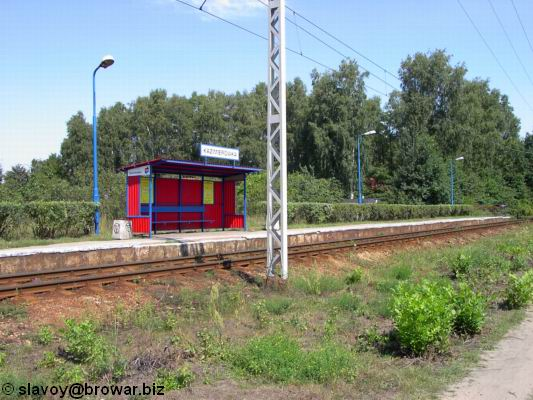
Kazimierówka
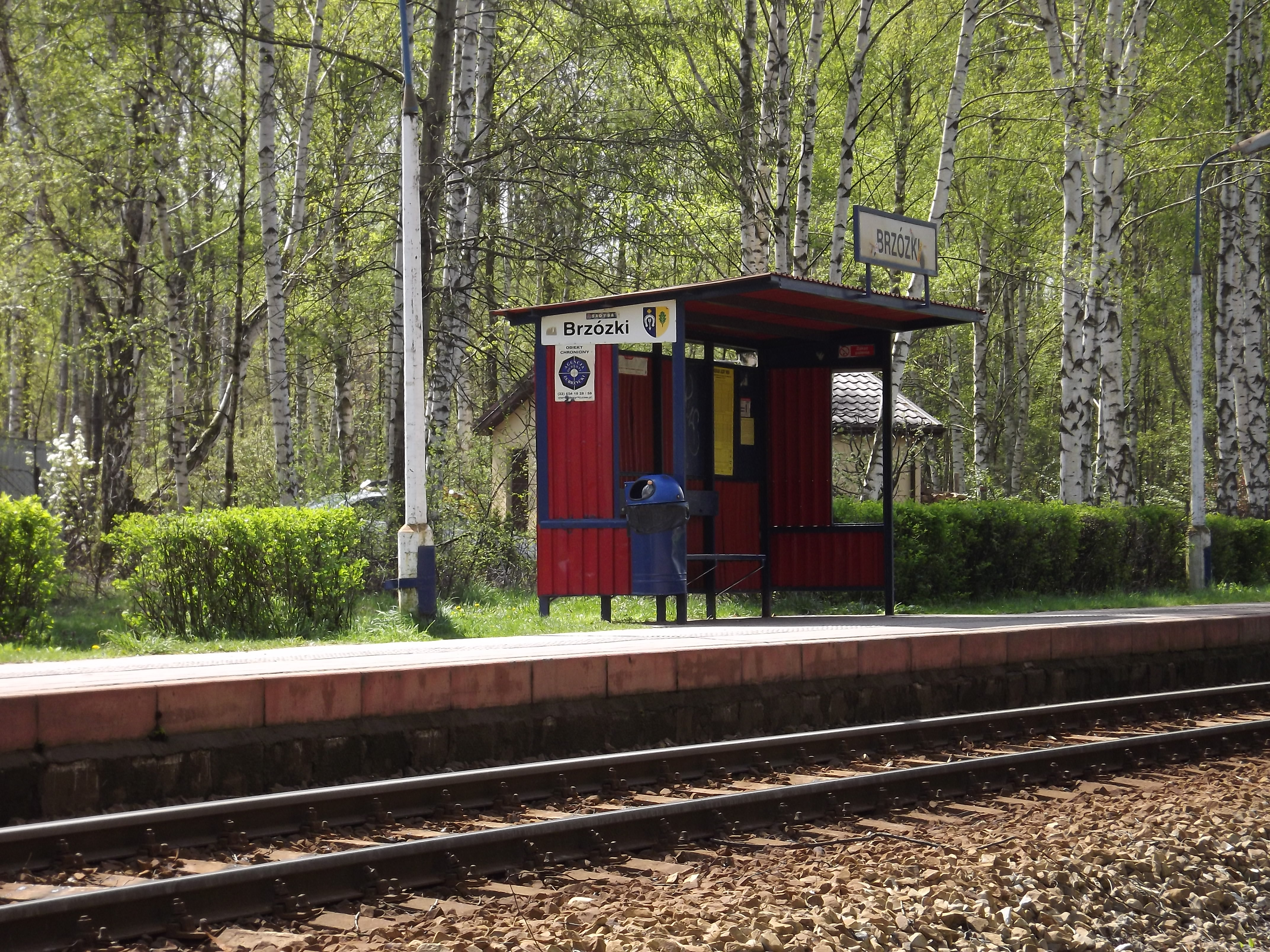
Brzózki
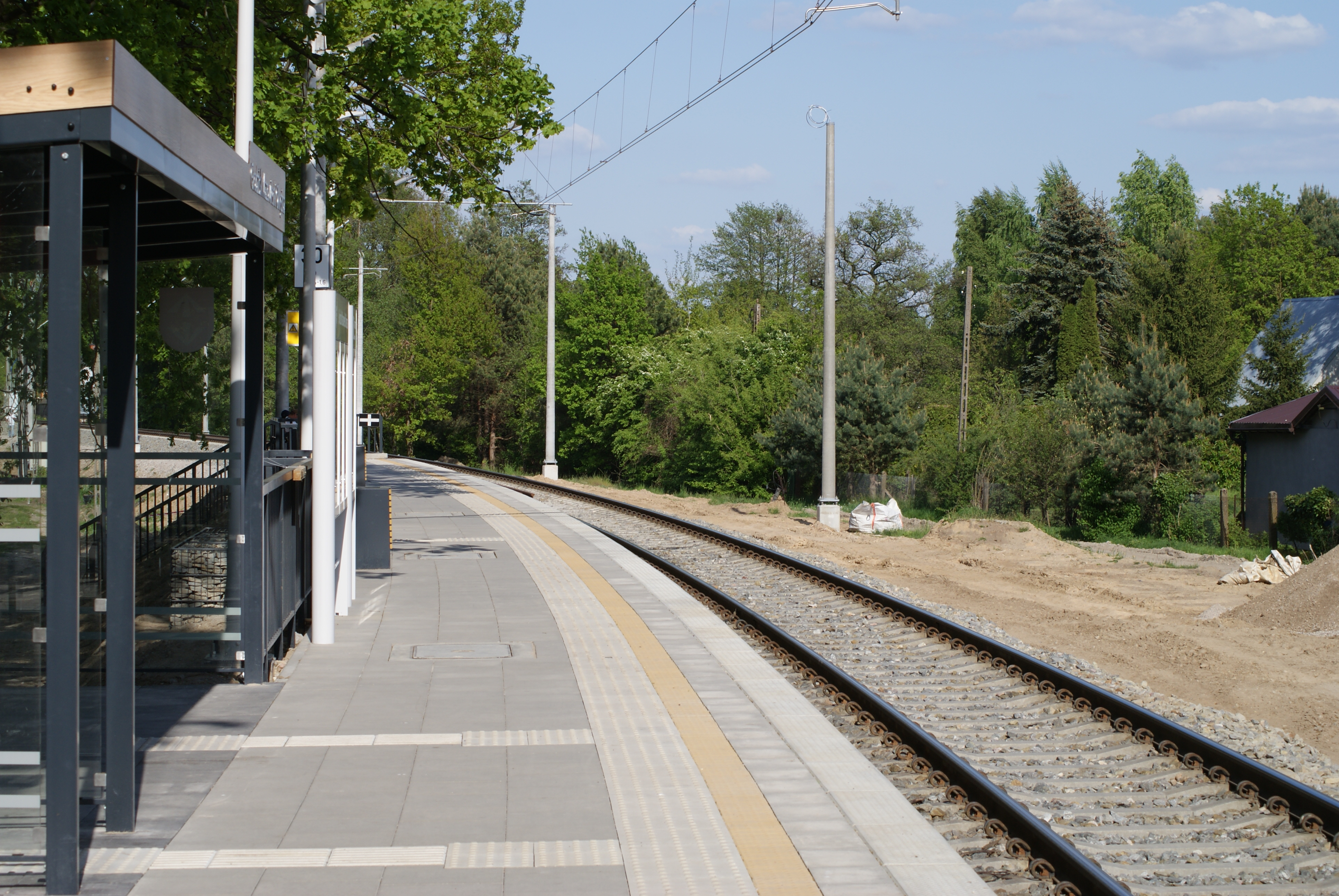
Grodzisk Mazowiecki Okrężna
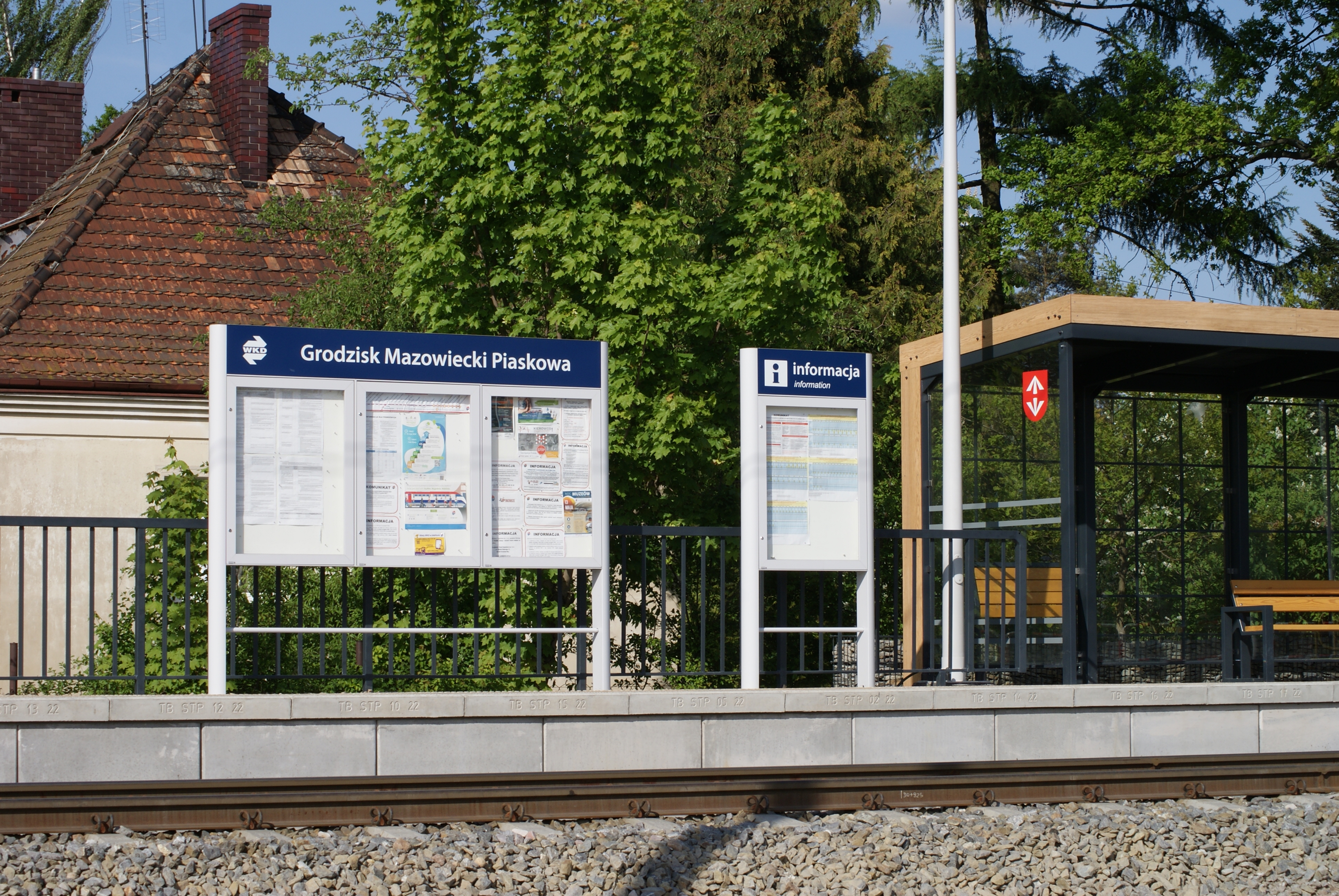
Grodzisk Mazowiecki Piaskowa
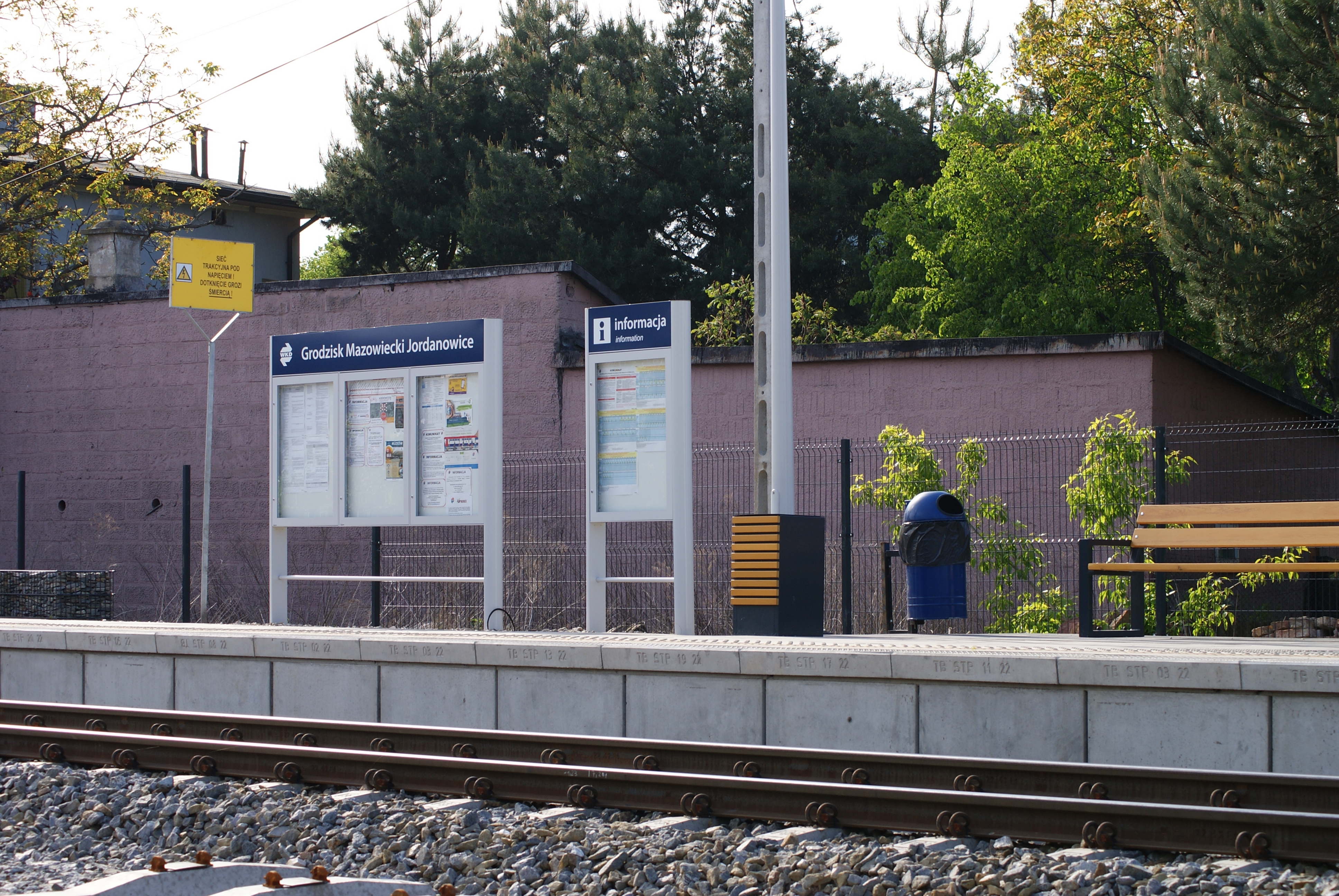
Grodzisk Mazowiecki Jordanowice
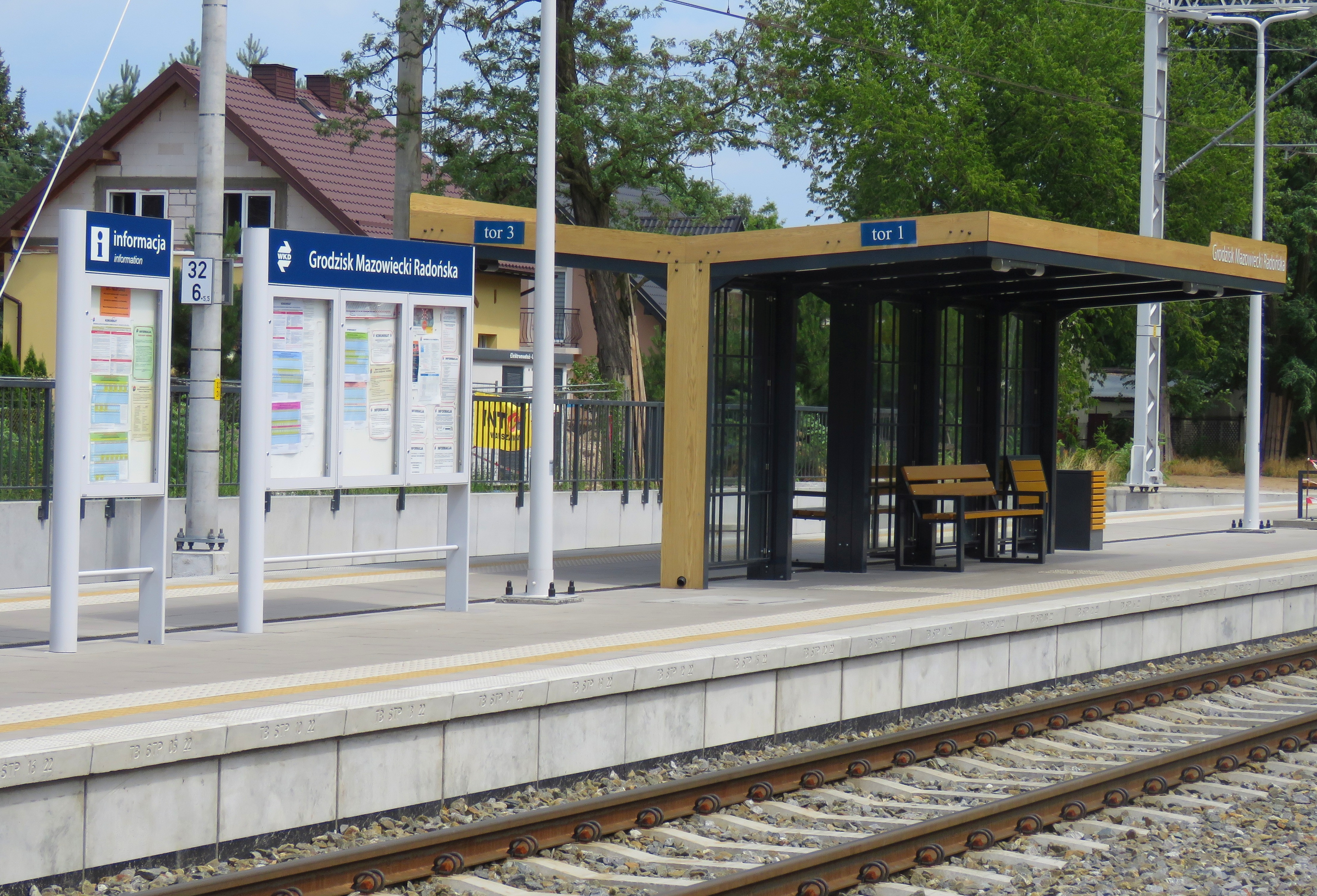
Grodzisk Mazowiecki Radońska

## Tabor

### Pojazdy przewozowe
Od 11 grudnia 1927 do końca 1972 EKD, a następnie WKD, do obsługi swoich linii wykorzystywała angielskie wagony silnikowe i doczepne serii EN80. Ostatnią kasację wagonu tej serii przeprowadzono 1 marca 1973, pozostawiając jeden wagon do celów muzealnych.
Pod koniec 1968 Pafawag z Wrocławia dostarczył prototypowy elektryczny zespół trakcyjny serii EN94, a do 1972 – po wprowadzeniu niewielkich zmian w stosunku do prototypu – łącznie 40 takich pojazdów. Pod koniec 1972 zastąpiły one wagony serii EN80. 27 maja 2016 przewoźnik zakończył ich eksploatację.
25 czerwca 2003 urząd marszałkowski województwa mazowieckiego zakupił w bydgoskich zakładach Pesa pojazd serii EN95. Rok później został on dostarczony i 1 września 2004 rozpoczęto jego eksploatację. W celu dostosowania do napięcia 3000 V producent dokonał w 2014 roku remontu składu. Po problemach technicznych i naprawie awarii realizuje wyłącznie przejazdy techniczne i serwisowe.
26 marca 2010 urząd marszałkowski podpisał z Pesą umowę na dostawę 14 EZT serii EN97. Pierwszy pojazd został dostarczony 7 grudnia 2011, a regularne kursy rozpoczął 17 lutego 2012. Dostawy ukończono 28 września 2012.
W 2014 WKD podpisała z nowosądeckim Newagiem umowę na dostawę 6 składów. Eksploatację serii EN100 rozpoczęto 28 maja 2016.
| Pojazd                  | Producent               | Lata eksploatacji       | Liczba |                     |
| ----------------------- | ----------------------- | ----------------------- | ------ | ------------------- |
| EN80                    | English Electric        | 1927–1972               | 0 (32) | [ 6 ] [ 57 ]        |
| EN94                    | Pafawag                 | 1972–2016               | 0 (40) | [ 58 ] [ 6 ] [ 11 ] |
| EN95                    | Pesa Bydgoszcz          | od 2004                 | 1      | [ 59 ]              |
| EN97                    | Pesa Bydgoszcz          | od 2012                 | 14     | [ 61 ]              |
| EN100                   | Newag                   | od 2016                 | 6      | [ 10 ] [ 63 ]       |
| Łączna liczba pojazdów: | Łączna liczba pojazdów: | Łączna liczba pojazdów: | 21     |                     |

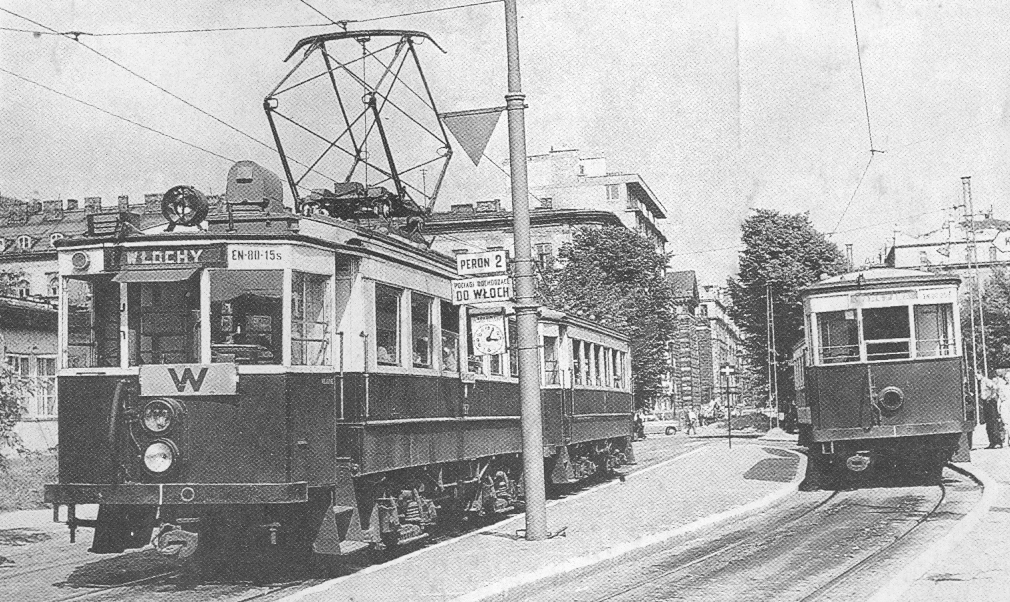
EN80
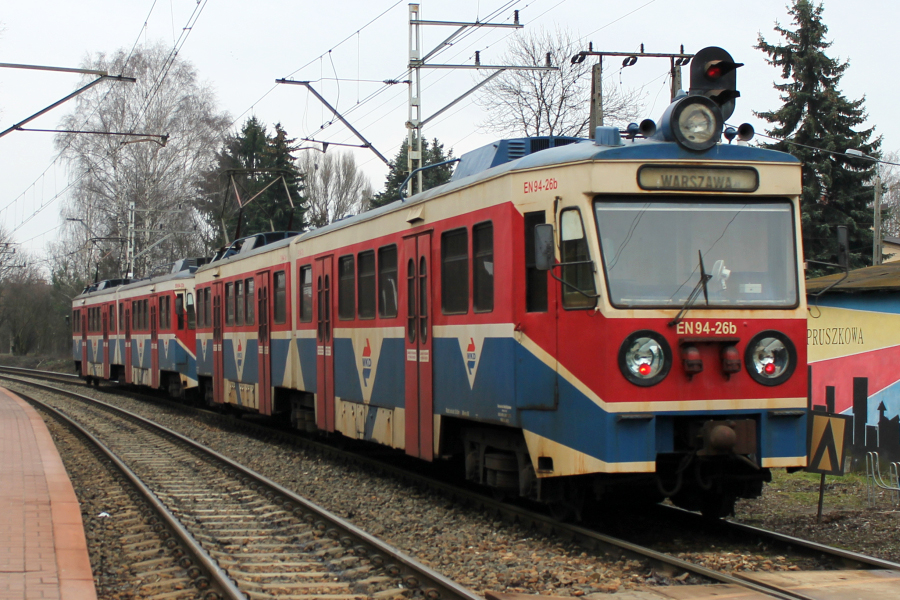
EN94
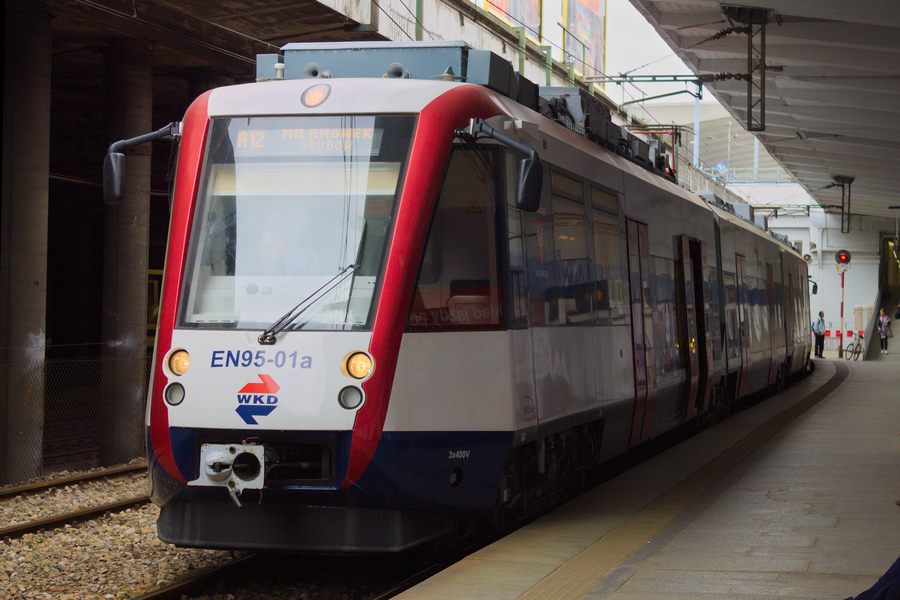
EN95
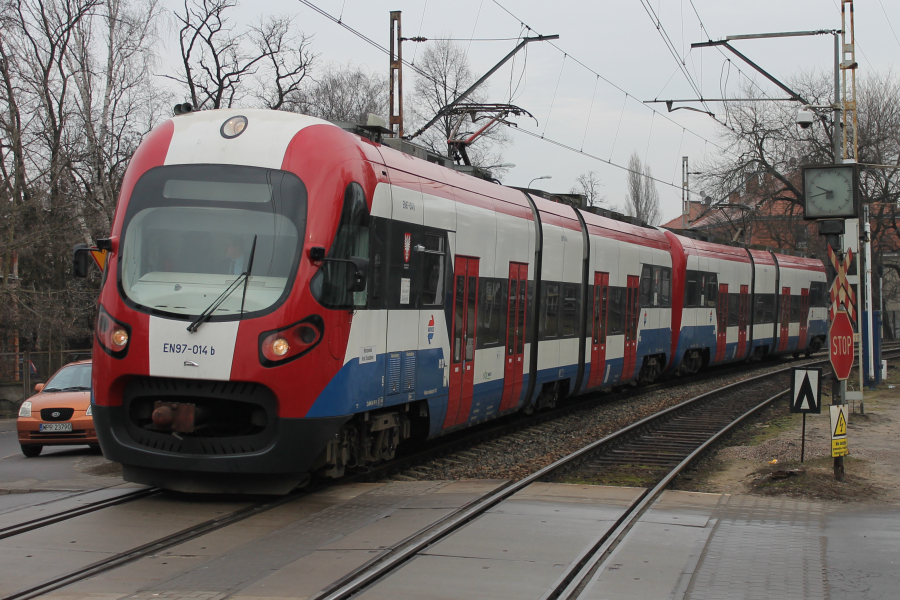
EN97
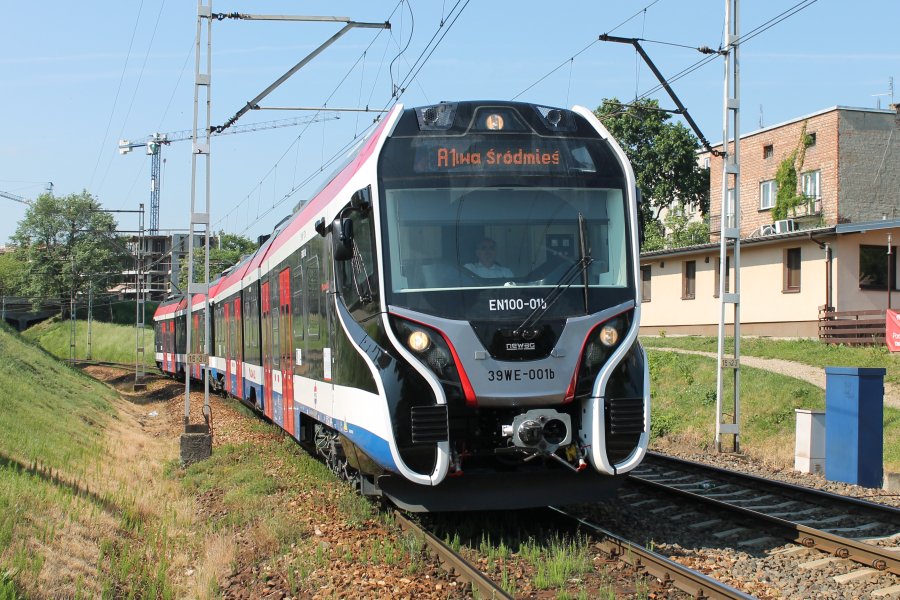
EN100

### Pozostałe pojazdy

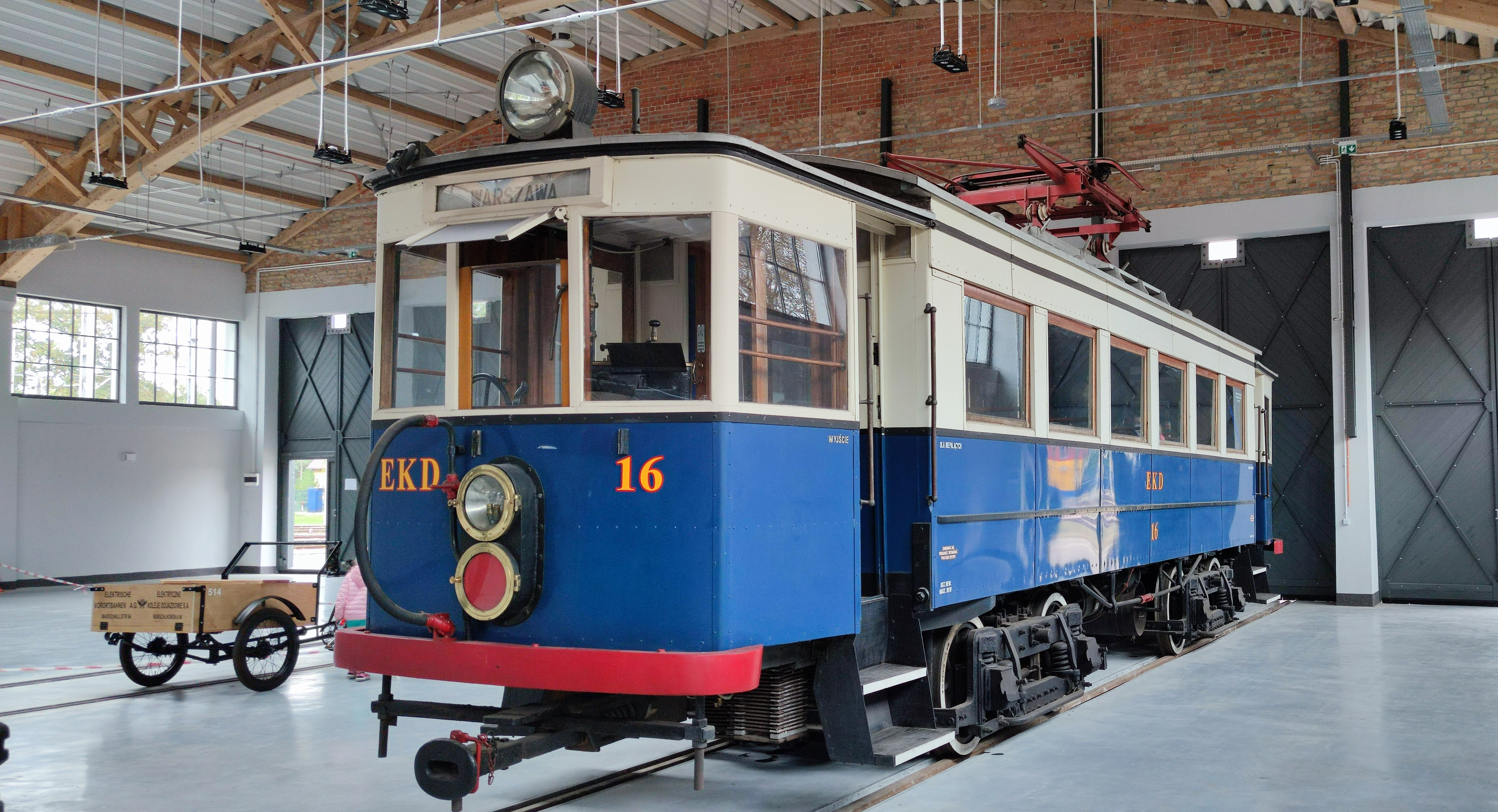
EN80-16s w zabytkowej hali na terenie siedziby WKD, wrzesień 2021

Na terenie siedziby WKD w zabytkowej hali znajdują się stanowiące eksponaty muzealne:
- 1 elektryczny wagon silnikowy serii EN80[64],
- 1 elektryczny zespół trakcyjny serii EN94[65].

W posiadaniu WKD znajduje się ponadto tabor techniczny:
- 1 akumulatorowy ciągnik szynowy ASF[66],
- 1 spalinowa lokomotywa manewrowa typu 401Da[64],
- 1 spalinowa lokomotywa manewrowa typu 409Da[67],
- 1 wózek motorowy typu WM-15A[64],
- 1 wózek motorowy typu WM-15P[64].

## Siedziba i zaplecze techniczne

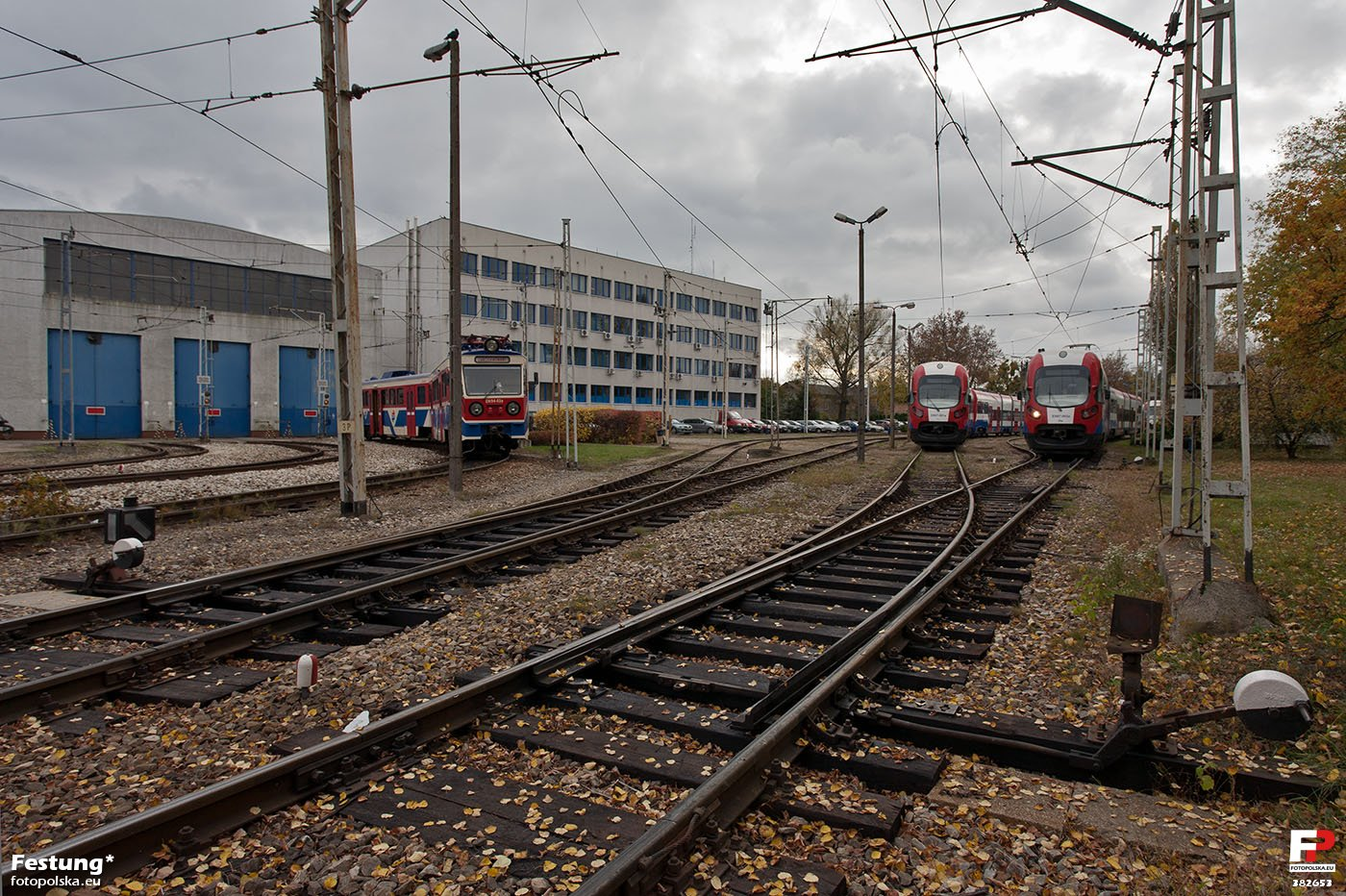
Siedziba i zaplecze WKD w Grodzisku Mazowieckim

Siedziba spółki mieści się w Grodzisku Mazowieckim przy ul. Batorego 23, nieopodal końcowej stacji Grodzisk Mazowiecki Radońska. Na terenie siedziby mieszczą się także Izba Tradycji EKD/WKD oraz zaplecze przeglądowo-techniczne utrzymania taboru kolejowego. Zaplecze to umożliwia wykonywanie we własnym zakresie przeglądów i napraw taboru.
Przy stacji Komorów znajduje się ponadto zaplecze techniczne utrzymania infrastruktury kolejowej. Umożliwia ono wykonywanie obowiązków związanych z realizacją funkcji zarządcy infrastruktury kolejowej, które obejmują m.in. utrzymanie nawierzchni torowej, sieci trakcyjnej i urządzeń sterowania ruchem kolejowym.

## Struktura udziałów i przynależność
Kapitał zakładowy spółki wynoszący 124 019 500 zł dzieli się na 248 039 udziałów o wartości 500 zł każdy. Od 2007 WKD są własnością samorządów lokalnych, a ich struktura własnościowa wygląda następująco:
- województwo mazowieckie – 97,78%,
- Pruszków – 0,69%,
- gmina Grodzisk Mazowiecki – 0,49%,
- gmina Brwinów – 0,48%,
- gmina Milanówek – 0,28%,
- Podkowa Leśna – 0,2%,
- gmina Michałowice – 0,08%[70].

Warszawska Kolej Dojazdowa należy do Związku Pracodawców Kolejowych i Railway Business Forum.

## Wyniki finansowe i przewozowe
Zysk netto w milionach złotych:
Źródła: Szablon obsługuje maksymalnie 10 przypisów (zmień go!)..
Liczba pasażerów w milionach:
Źródła: .
Liczba pociągokilometrów w tysiącach:
Źródła: .

## Zatrudnienie
Zatrudnienie ostatniego dnia roku:
Źródła: Szablon obsługuje maksymalnie 10 przypisów (zmień go!)..

## Prezesi
| Od                | Do                | Osoba                |               |
| ----------------- | ----------------- | -------------------- | ------------- |
| 2000              | 2004              | Halina Sekita        | [ 86 ]        |
| 2004              | 30 czerwca 2017   | Grzegorz Dymecki     | [ 86 ] [ 87 ] |
| 1 lipca 2017      | 22 listopada 2017 | Michał Panfil (p.o.) | [ 87 ] [ 88 ] |
| 23 listopada 2017 | nadal             | Michał Panfil        | [ 88 ]        |